# レアル・マドリード
レアル・マドリード（西: Real Madrid Club de Fútbol）は、スペインの首都、スペイン・マドリード州マドリードに本拠地を置くプリメーラ・ディビシオンに所属するサッカークラブ。

## 概説
レアル・マドリードは1895年、学校の教師と生徒たちによって創設されたクラブが前身となり、1900年にはこのクラブが２つに分かれ、1902年にさらに1つのクラブが分裂し、後にレアル・マドリードとなるマドリードFC（Madrid Football Club）が誕生し、現在に至る。レアル・マドリードのホームスタジアムはエスタディオ・サンティアゴ・ベルナベウで、収容人数は、81044人。現在はプリメーラ・ディビシオンに所属し、スペインリーグにおいて35回の最多優勝記録を持つほか、FCバルセロナとアスレティック・ビルバオと共にリーガ・エスパニョーラの創立以来、一度もプリメーラ・ディビシオン「1部」から降格したことがないクラブでもある。さらに2023年4月の時点で6クラブのみであるビッグイヤーの永久保持を認められた史上初のクラブである。
創部122年で132個のタイトルを獲得している。獲得した国際タイトルは、UEFAチャンピオンズカップおよびUEFAチャンピオンズリーグにおいて歴代最多となる計15回の優勝、UEFAスーパーカップにおいて歴代最多となる6回の優勝、さらにラ・ペケーニャ・コパ・デル・ムンド、インターコンチネンタルカップ、FIFAクラブワールドカップおよびFIFAインターコンチネンタルカップにおいても歴代最多となる計11回の優勝を記録している。
2022年には、世界有数の経済誌『フォーブス』によるスポーツチームの資産価値の格付けにおいて約51億ドルと算出されており、サッカークラブとして世界一の資産価値となっている。
スペインサッカー連盟は1909年に創設されたものであり、同クラブ創設当初のスペインにはサッカーを統括する団体が存在しなかった。また、当時は同クラブが唯一のサッカー団体であったため、スペインを代表してFIFAの創設メンバーに名を連ねた。

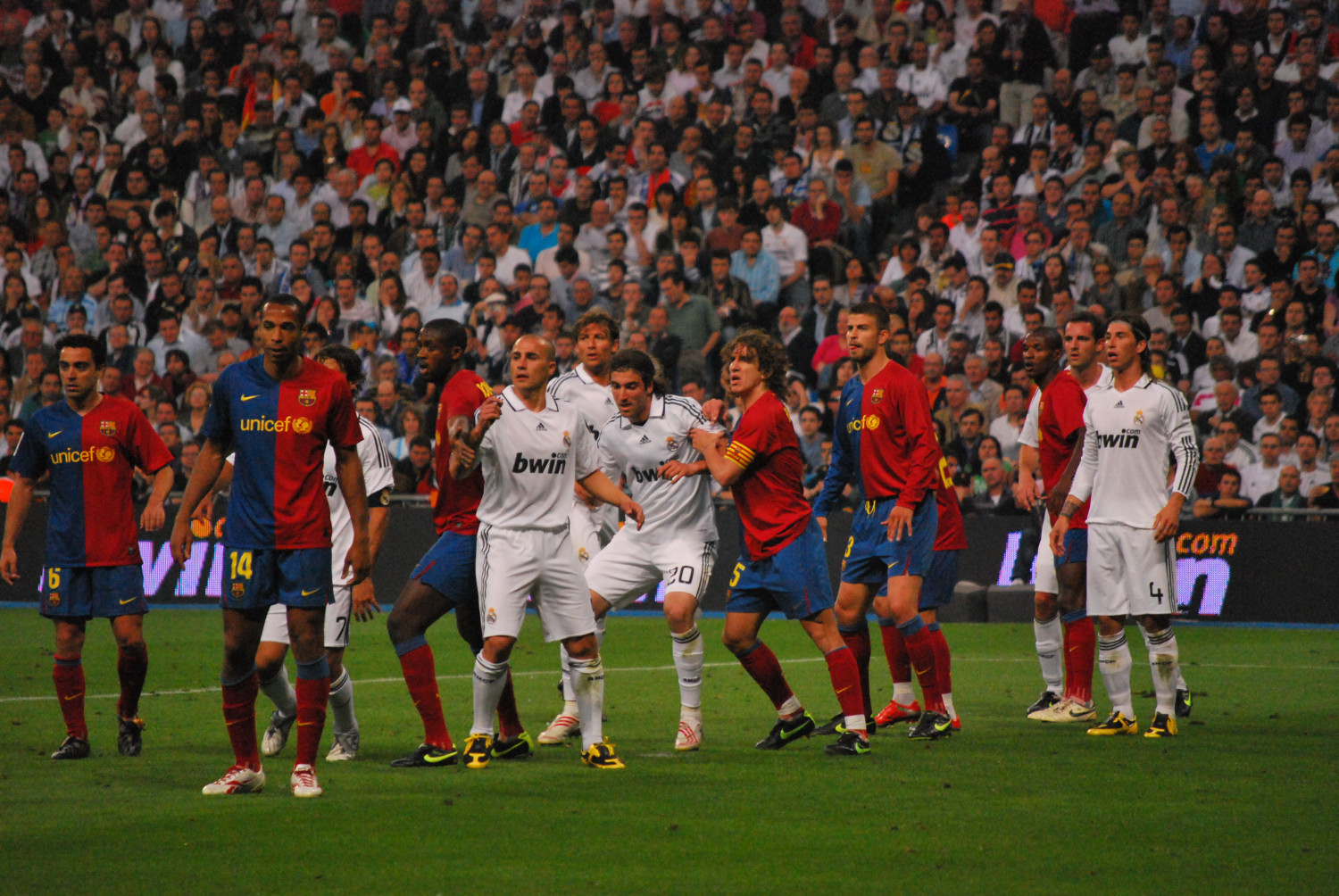
エル・クラシコの様子（2009年）

首都マドリードに本拠地を置いているレアル・マドリードは、歴史的な背景からカタルーニャやバスクなどの地域のクラブから強い対抗心を抱かれている。特に同リーグ所属のFCバルセロナとは強烈なライバル関係にある。FCバルセロナとの対戦はエル・クラシコ (El Clásico) 「スペイン語で伝説の一戦」と呼ばれ、100年以上に渡り因縁の対決を続けており、世界中のサッカーファンが注目を集める一戦となる。長きに渡り対戦成績を上回っていたレアル・マドリードだが、2019年3月2日のエル・クラシコでFCバルセロナが勝利したことで、およそ87年ぶりに通算対戦成績の勝ち越しを許したが、翌年には再び勝ち越すことに成功している。現在は、公式戦251試合で、レアル・マドリードが101勝52分98敗とリードしている状況である。
同じマドリードを本拠地とするアトレティコ・マドリードも同様に強烈なライバル関係にある。アトレティコ・マドリードとの対戦はマドリードダービー (El Derbi Madrileño) 「別名　エルデルビと呼ばれる」。現在は、公式戦229試合で、レアル・マドリードが113勝59分57敗と大幅にリードしている状況である。
また、サッカーのクラブチームのほか、バスケットボールのクラブチームおよび女子サッカーチームも持つ総合スポーツクラブである。
スペインバスケットボールリーグ1部リーガACBのレアル・マドリード・バロンセストがそれであり、ユーロリーグにおいて歴代最多となる計9回の優勝、さらにインターコンチネンタルカップにおいても歴代最多となる計5回の優勝を誇る。
女子サッカーに関しては、ライバルのFCバルセロナやアトレティコ・マドリードが女子サッカーチームを保有する一方、長らく参入しなかったが、女子サッカーの人気の高まりを受けて2019年6月に同じくマドリードを拠点とするプリメーラ・ディビシオン・フェメニーナ所属の女子サッカークラブ「クラブ・デポルティーボ・タコン」を吸収合併、2020年7月より名称がレアル・マドリード・フェメニーノになり、正式に傘下となった。

### 下部組織について
Bチームであるレアル・マドリード・カスティージャを始めとしたラ・ファブリカ（La Fábrica, 工場の意）と呼ばれるユースチームも運営しており、これまで国内外で活躍する多くの選手を輩出している。1979-80シーズン、カスティージャCFはコパ・デル・レイ決勝に進出してレアル・マドリードのトップチームと決勝戦を戦い、下部組織出身者をチームの中心に据えた1980年代はリーガ・エスパニョーラ5連覇を果たした。
レアル・マドリードは、プレミアリーグや、セリエAなど、他リーグや、他クラブから有名選手を獲得する傾向にあり、2000年にフロレンティーノ・ペレスが会長に就任して以降はその傾向が特に顕著となったため、トップチームに定着する下部組織出身者は非常に少ないが、イケル・カシージャスや、ダニ・カルバハルなどが、カンテラ出身である。元カスティージャCF出身の選手であり、下部組織の総責任者を務めていたミチェルは、2008年にクラブのカンテラ軽視を理由に辞職している。
以降はカンテラから直接のトップチーム昇格を目指すのではなく、期限付き移籍または買い戻しオプションを付けたうえで他クラブに放出したうえで、そこでの武者修行を経て成長を促し、印象的な活躍を見せた選手を復帰させるという方針に転換した。

## 呼称
当クラブの日本語公式サイトでは、「レアル・マドリードC.F.」および「レアル・マドリード」を用いている。しかし、Real Madrid Club de Fútbol を一般的なスペイン語では [real maˈðɾið kluβ de ˈfutβol]「レアル・マドリー（ドゥ）・クルブ・デ・フッ（トゥ）ボル」と発音することや、欧州サッカー連盟 (UEFA) の日本語公式ウェブサイトで「レアル・マドリーCF」および「レアル・マドリー」を使用しているため、「レアル・マドリー」を用いるマスメディアもある。その他、英語風に「レアル・マドリッド」と表記するマスメディアもあり、日本語表記は統一されていない。なお、当クラブが所在するマドリード首都圏では [real maˈðɾiθ]「レアル・マドリース」と発音する（→マドリード#名称参照）。Real は「王の」「王立の」という意味で、英語のroyalにあたる。
愛称および略称は、チームカラーの白をとってエル・ブランコ（El Blanco）やメレンゲ（Merengue）。その他にも、年代ごとにそれぞれ特殊な愛称も存在する。アルフレッド・ディ・ステファノらスタープレイヤーを擁してUEFAチャンピオンズカップ5連覇を成し遂げた1950年代後半は一般的にエポカ・ドラダ（Epoca Dorada, 黄金時代）と表現され、8度のリーガ・エスパニョーラ優勝を成し遂げた1960年代はビートルズの楽曲、シー・ラヴズ・ユーの歌詞よりイエイエ・マドリード（Yé-yé Madrid）、リーグ5連覇を成し遂げた1980年代後半から1990年代初頭のチームは、エミリオ・ブトラゲーニョの愛称である「エル・ブイトレ（El Buitre）」からキンタ・デル・ブイトレ（Quinta del Buitre, ハゲワシ部隊）と呼ばれた。2000年代前半から中盤の第一次ペレス会長時代は、在籍している選手の豪華さからガラクティコス（Los Galácticos）とも呼ばれていた。
日本のメディアでは『レアル』、「エル・ブランコ」を意訳した『白い巨人』、「ロス・ガラクティコス」を訳した『銀河系軍団』という呼び名も用いられる。なお、スペインでは定冠詞をつけた『El Madrid』（エル・マドリー）が多く使われており、アトレティコ・マドリードは「アトレティコ」と略している。スペインでは『レアル』と言うと、レアル・ソシエダ（La Real）を指す場合が多い。

## クラブの歴史

### クラブ創成期「1902年〜1943年」
サッカーは発祥の地イングランドから、スペインに新しいスポーツとして伝わった。19世紀末に広まると、20世紀初頭には最初のサッカークラブが出現。その一つ、マドリード・フットボール・クラブが現在のレアル・マドリードの母体となる。当初はフリアン・パラシオスをリーダーとするサッカー愛好家のグループとして始まったが、フアン・パドロスが公式にクラブとしての組織を設立した。
ファンの支持も急速に増え、マドリードはアルフォンソ13世へ敬意を表す大会の開催を提案。やがてこの大会はスペインカップとなって実現することになる。創設から最初の数年はフアン・パラシオスが統括役を務め、1900年にはマドリードのファーストチームを構成するメンバーを決めるために総会を開催。その後、パドロス兄弟が後を継いだ。サッカーは人の集まるところ、多くで話題の中心となり、愛好者の数も飛躍的に増加。マドリードは1902年3月6日、フアン・パドロスを長とする理事会の下、クラブとして発足した。

当時の野心的な役員の一人、アルベルト・アギレラはアルフォンソ13世に敬意を表す初のサッカー大会開催をマドリード市長に提案する。5つのクラブが参加して、競馬場で行われたこの大会からスペインカップが生まれた。マドリードは最初の6大会で4度優勝し、この時以来、勝利がクラブのアイデンティティとなった。

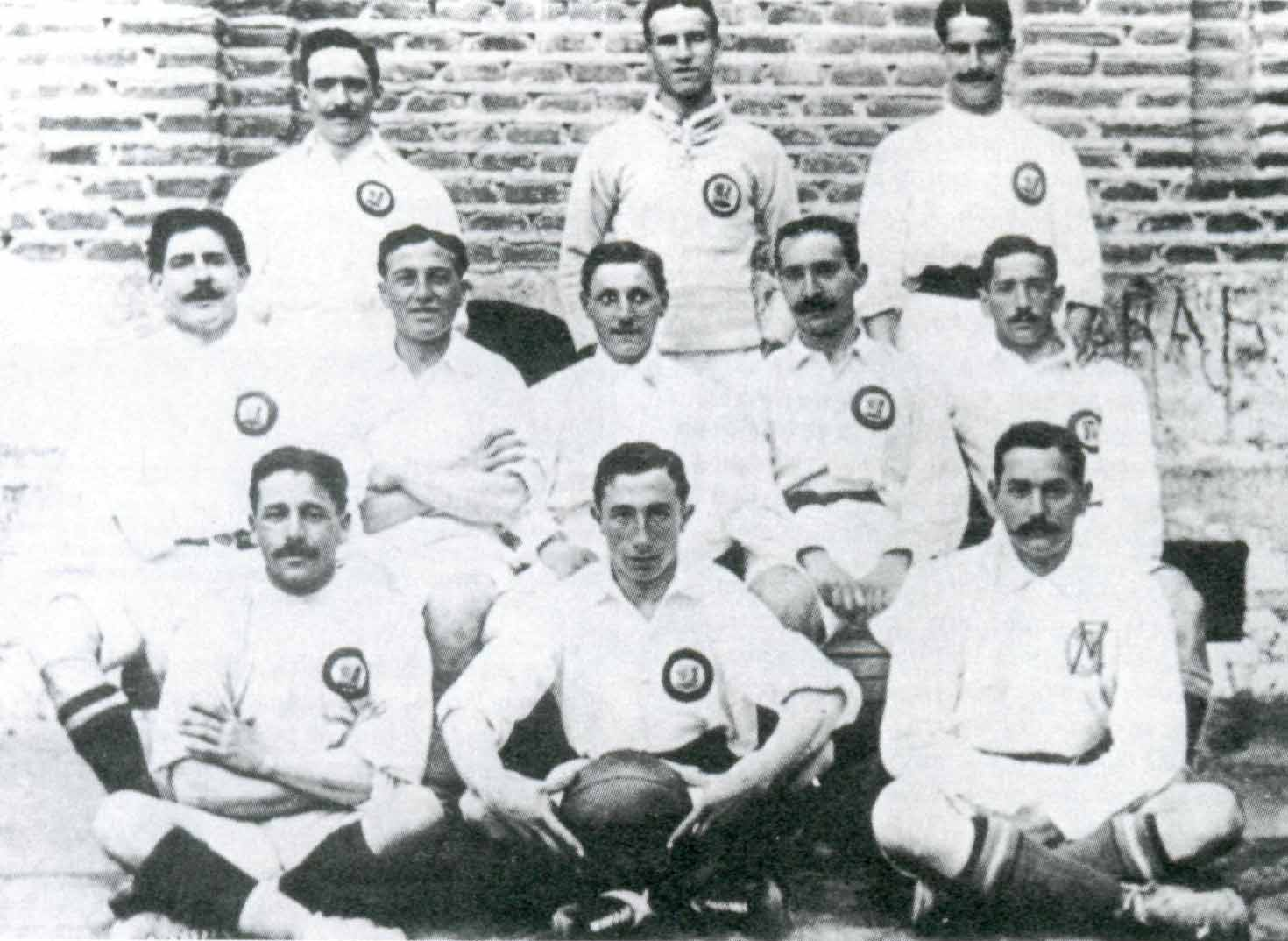
1907年のチーム。

1902年はコパ・デ・ラ・コロナシオンに出場。1905年には初のクラブタイトルであるコパ・デル・レイ「スペイン1部リーグ優勝」優勝を達成し、1908年までクラブ史上初の同大会を4連覇する偉業を見せた。また、この頃から、FCバルセロナとは、ライバル関係にある。1910年にはアーサー・ジョンソンがクラブ史上初の監督に就任し、1911年にはソテロ・アラングレンが、1912年3月3日にはサンティアゴ・ベルナベウがトップチームの試合に初出場し、1912年にはクラブ史上初のホームスタジアムであるオドネル・スタジアムが建設された。1914年にはレネ・ペティトが、1916年にはエドゥアルド・テウスがトップチームの試合に初出場した。1917年には5度目のコパ・デル・レイ優勝を達成。
各クラブはそれぞれの利益を追求し、一方で協会を支持する者もあれば、他方では平行して類似の組織、クラブ連盟の一員となる者もあった。マドリード内でも失望感が支配的となり、理事会がアドルフォ・メレンデス会長の「辞任」を回避する事態まで生じる事態となり、スペイン・サッカーが困難と不安定さに満ちていたこの時期、レアル・マドリードもその例外ではなかった。しかし理事たちの手腕でこれを乗り越える。ファンの数の増大にフィールドを移転する必要性を認識、より多くの入場者を迎えて収入を確保する道を選んだ。そしてオドネル・スタジアムへの移転が実現する。クラブの威信はますます高まり、1920年にはスペイン国王から「la Mayordomía Mayor de S.M」に任命され、「レアル」の称号を授けられるまでに至る。

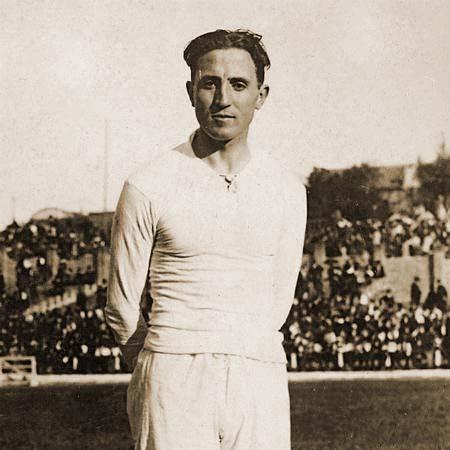
チームのキャプテンを務めたベルナベウは、後に会長としてR.マドリードを世界的なクラブへと導いた。

1920年6月29日、アルフォンソ13世に「レアル」の称号を拝領したことでクラブ名がレアル・マドリードとなり、クラブのエンブレムにもブルボン家を象徴する王冠が加えられた。「レアル」の名を授けられたことによりクラブ会員が急増したため、オドネル・スタジアムよりも大きなスタジアムを建設し、1924年にエスタディオ・チャマルティンが完成。1928年にはマヌエル・アナトルを獲得。1929年からリーガ・エスパニョーラが開幕し、最初のシーズンとなった1929シーズンは2位に終わった。
1930年にはリカルド・サモラを獲得。1931年にアルフォンソ13世が国外に亡命したことによって、その後の約10年間に渡りエンブレムの王冠と共にクラブ名から「レアル」の称号を外され、クラブ名がマドリードFCとなる。同年にはマヌエル・オリバレス、ジャシント・キンコセス、シリアコ・エラスティ、ルイス・レゲイロを獲得し、1931-32シーズンはリーグ戦にて無敗を記録して初のリーガ・エスパニョーラ優勝を達成。1932年にはジョゼップ・サミティエールを獲得し、1932-33シーズンはリーガ・エスパニョーラ2連覇を果たした。1933-34シーズンと1935-36シーズンにはコパ・デル・レイ優勝を達成するが、1936年にスペイン内戦が勃発し、1939年までリーガ・エスパニョーラは中断を余儀なくされた。1939年にはフアン・アントニオ・イピーニャ、サビノ・バリナガを獲得。

### サンティアゴ・ベルナベウ会長時代「1943年〜1978年」
1943年にサンティアゴ・ベルナベウが会長に就任。1944年にはスペイン内戦の影響で廃墟と化したエスタディオ・チャマルティンに代わるスタジアムであるヌエボ・エスタディオ・チャマルティンを起工した。1945-46シーズンには8度目のコパ・デル・レイ優勝を果たした。1946年にはルイス・モロウニーを獲得し、1946-47シーズンはコパ・デル・レイ2連覇を達成。1947-48シーズンにはコパ・エバ・ドゥアルテ優勝を果たす。1948年にはセルタ・デ・ビーゴからミゲル・ムニョス、セルタからパイーニョを、1949年にはラシン・フェロルからフアン・アロンソを獲得。
1951年にはADプルス・ウルトラからホセ・マリア・サラガを昇格させた。1952年にはラ・ペケーニャ・コパ・デル・ムンドにて優勝を達成。1953年にはアルフレッド・ディ・ステファノ、フランシスコ・ヘントを獲得し、ADプルス・ウルトラからエンリケ・マテオスを昇格させた。特にディ・ステファノの獲得はアトレティコ・マドリード、FCバルセロナ、アスレティック・ビルバオの3強だった当時のリーガ・エスパニョーラの勢力図を大きく塗り替えた。1953-54シーズンはリーガ・エスパニョーラ優勝を達成。1954年にはエクトル・リアル、マルキートスを獲得。1954-55シーズンはシーズン途中にホセ・ビジャロンガが監督に就任し、当時のリーグ史上最多となる勝ち点46を記録してのリーガ・エスパニョーラ2連覇を果たす。1955年1月4日、ヌエボ・エスタディオ・チャマルティンの名称をエスタディオ・サンティアゴ・ベルナベウに改称した。

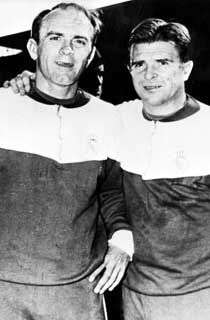
黄金時代を築いたディ・ステファノとプスカシュ。

1955-56シーズンはラテン・カップ優勝、さらに同シーズンから始まったUEFAチャンピオンズカップにて優勝を果たす。1956年にはレイモン・コパを獲得し、フアン・サンティステバンを下部組織から昇格させた。1956-57シーズンはラ・ペケーニャ・コパ・デル・ムンド優勝、リーガ・エスパニョーラ優勝、UEFAチャンピオンズカップ2連覇を果たした。1957年にはルイス・カルニグリアが監督に就任したほか、ホセ・サンタマリア、ロヘリオ・ドミンゲスを獲得し、1957-58シーズンはラテン・カップ優勝、リーガ・エスパニョーラ2連覇、UEFAチャンピオンズカップ3連覇を達成した。1958年にはフェレンツ・プスカシュを獲得し、1958-59シーズンはUEFAチャンピオンズカップ4連覇を果たす。1959年にはジジを獲得し、1959-60シーズンはシーズン途中にミゲル・ムニョスが監督に就任したほか、ルイス・デル・ソルを獲得。同シーズンはリーガ・エスパニョーラにおけるホームゲームで全勝を記録し、FCバルセロナと勝ち点46で並ぶも得失点差により優勝を逃すが、UEFAチャンピオンズカップでは5連覇を達成した。この5年間のUEFAチャンピオンズカップでは、合計17試合のホームゲームにおいて全て勝利を収めており、これらの実績を残した当時のチームはエポカ・ドラダと表現された。
1960年にはホセ・ビセンテ・トラインを獲得。1960-61シーズンは当時のクラブ史上最多連勝記録である公式戦15連勝を記録 したほか、当時のリーグ史上最多となる勝ち点52を記録してのリーガ・エスパニョーラ優勝を果たし、さらに同シーズンから始まったインターコンチネンタルカップにて優勝を達成。
1961年にはアントニオ・ベタンコルト、ビセンテ・ミエラを獲得。1961-62シーズンはリーガ・エスパニョーラ2連覇と10度目のコパ・デル・レイ優勝を果たし、クラブ史上初の国内タイトル2冠を達成した。1962年にはイグナシオ・ソコ、アマンシオ・アマロ、ルシアン・ミュラー、エヴァリスト・デ・マセドを獲得。1962-63シーズンはホームゲームで全勝を記録してのリーガ・エスパニョーラ3連覇を達成し、1963-64シーズンはリーガ・エスパニョーラ4連覇を達成した。1964年にはピッリ、マヌエル・サンチス・マルティネスを獲得し、ADプルス・ウルトラからラモン・グロッソを昇格させ、1964-65シーズンはリーガ・エスパニョーラ5連覇を達成した。

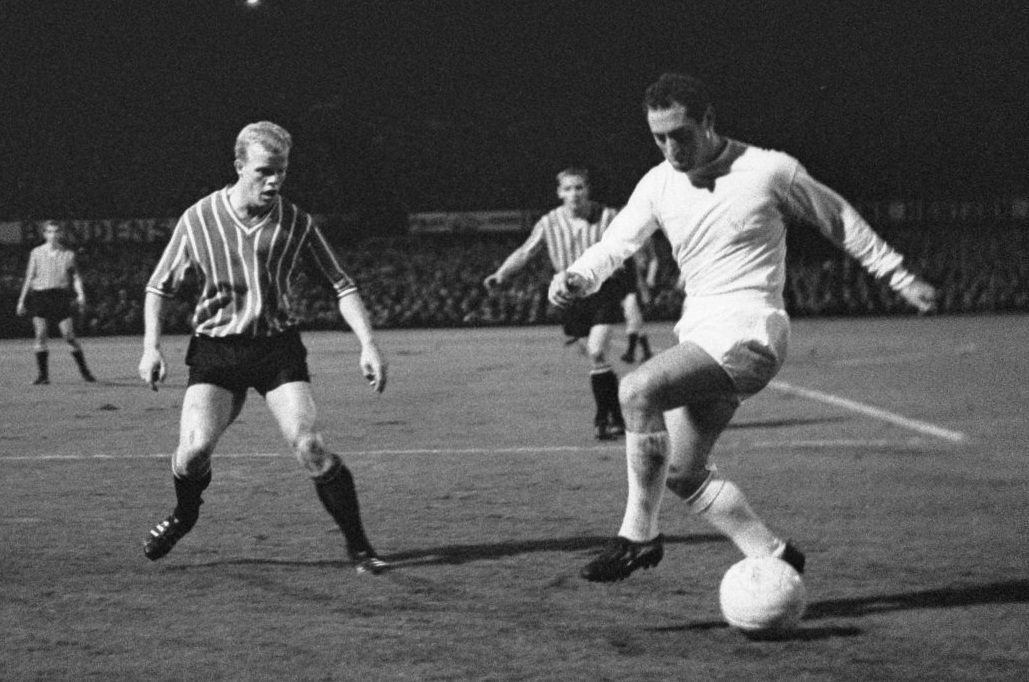
ヘントはいずれも個人では歴代最多記録となる12回のリーガ・エスパニョーラ優勝と6回のUEFAチャンピオンズカップ優勝を達成した。

1965-66シーズンはUEFAチャンピオンズカップ優勝を果たした。1966-67シーズンはリーガ・エスパニョーラ優勝を達成。1967年にはミゲル・アンヘルを獲得し、1967-68シーズンはリーガ・エスパニョーラ2連覇を達成。1968-69シーズンはリーガ・エスパニョーラ3連覇を達成した。1969年にはグレゴリオ・ベニトらを獲得し、1969-70シーズンはコパ・デル・レイ優勝を果たした。1960年代は8回のリーガ・エスパニョーラ優勝などを記録し、これらの実績を残した当時のチームはイエイエ・マドリードと称された。
1970年にはADプルス・ウルトラからビセンテ・デル・ボスケ、マラニョンを昇格させた。1971年にはサンティリャーナ、マリアノ・ガルシア・レモンを獲得し、1971-72シーズンはリーガ・エスパニョーラ優勝を果たす。しかし、1972-73シーズンは無冠に終わる。1973年にはギュンター・ネッツァーを獲得し、カスティージャCFからホセ・アントニオ・カマーチョを昇格させた。1973-74シーズンはシーズン途中で14季にわたって監督を務めたムニョスを解任してルイス・モロウニーが監督に就任し、コパ・デル・レイ優勝を達成した。
1974-75シーズンからはミリャン・ミリャニッチが監督に就任し、1974年にはパウル・ブライトナーを獲得。1974-75シーズンはリーガ・エスパニョーラ優勝とコパ・デル・レイ2連覇の国内タイトル2冠を達成し、1975-76シーズンはリーガ・エスパニョーラ2連覇を達成。1976年にはフアニートを獲得するも、1976-77シーズンは無冠に終わり、ミリャニッチは解任された。1977年にはウリ・シュティーリケを獲得し、1977-78シーズンはリーガ・エスパニョーラ優勝を達成した。なお、1978年6月2日にベルナベウは死去した。

### ルイス・デ・カルロス会長時代「1978年〜1985年」
1978年、ルイス・デ・カルロスが会長に就任。1978-79シーズンはリーガ・エスパニョーラ2連覇を達成。1979-80シーズンからはヴヤディン・ボシュコヴが監督に就任し、1979年夏の移籍市場ではローリー・カニンガム、ミゲル・アンヘル・ポルトゥガルらを獲得。同シーズンは当時のリーグ史上最多となる勝ち点53を記録してのリーガ・エスパニョーラ3連覇とカスティージャCFとの決勝戦を制してのコパ・デル・レイ優勝のダブルを達成した。
1980-81シーズンはカスティージャCFからリカルド・ガジェゴ、アグスティン・ロドリゲスらを昇格させた。1981-82シーズンはチェンド、ホセ・マヌエル・オチョトレーナ、ミチェルがトップチームの試合に初出場し、コパ・デル・レイ優勝を達成。しかし、1982-83シーズンは無冠に終わり、1983-84シーズンはマヌエル・サンチス・オンティジュエロ、マルティン・バスケス、ミゲル・パルデサ、エミリオ・ブトラゲーニョがトップチームの試合に初出場するも無冠に終わる。1984年夏の移籍市場ではホルヘ・バルダーノを獲得し、1984-85シーズンはコパ・デ・ラ・リーガとUEFAカップにて優勝を達成した。

### ラモン・メンドーサ会長時代「1985年〜1995年」

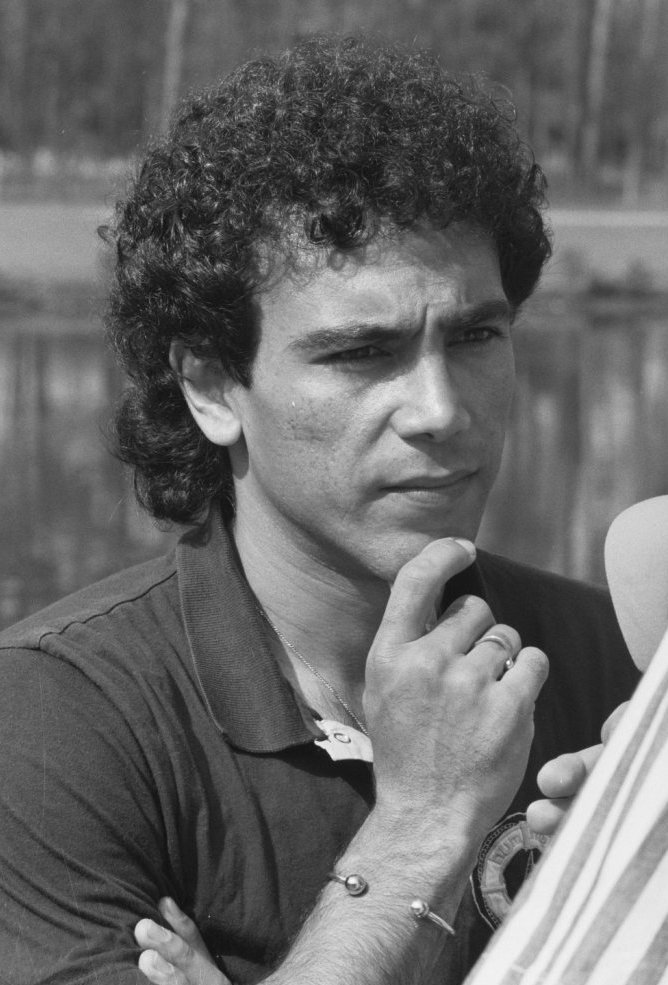
ウーゴ・サンチェスは4度のピチーチ賞を受賞し、アトレティコ・マドリードでの1度も含め5度得点王に輝いたことから「ペンタピチーチ」と呼ばれた。

1985年5月24日、ラモン・メンドーサが会長に就任。同年夏の移籍市場ではウーゴ・サンチェス、アントニオ・マセーダ、ラファエル・ゴルディージョを獲得し、1985-86シーズンは当時のリーグ史上最多となる勝ち点56を記録してのリーガ・エスパニョーラ優勝とUEFAカップ2連覇を達成。
1986-87シーズンからはレオ・ベーンハッカーが監督に就任し、1986年夏の移籍市場ではフランシスコ・ブーヨを獲得。同シーズンは当時のリーグ史上最多となる勝ち点66を記録してのリーガ・エスパニョーラ2連覇を達成。1987年夏の移籍市場ではミゲル・テンディーリョらを獲得し、1987-88シーズンはリーガ・エスパニョーラ3連覇を達成。1988年夏の移籍市場ではベルント・シュスターらを獲得し、1988-89シーズンはスーペルコパ・デ・エスパーニャ優勝を達成したほか、当時の国内での公式戦における最多無敗記録となる34試合無敗を記録してのリーガ・エスパニョーラ4連覇、コパ・デル・レイ優勝のダブルを達成した。
1989-90シーズンからはジョン・トシャックが監督に就任し、1989年夏の移籍市場ではフェルナンド・イエロ、オスカル・ルジェリらを獲得。同シーズンはスーペルコパ・デ・エスパーニャ2連覇と当時のリーグ史上最多となる107得点を記録してのリーガ・エスパニョーラ5連覇を達成した。1980年代後半から1990年代初頭にかけてエミリオ・ブトラゲーニョらカスティージャCF出身の選手たちがチームの中心となり、これらの実績を残した当時のチームはキンタ・デル・ブイトレと称された。
1990年夏の移籍市場ではゲオルゲ・ハジ、ルイス・ミジャ、フランシスコ・ビリャローヤらを獲得し、1990-91シーズンはカスティージャCFからアルフォンソ・ペレスを昇格させ、スーペルコパ・デ・エスパーニャ3連覇を達成。
1991年夏の移籍市場ではルイス・エンリケ、ミケル・ラサ・ゴイコエチェア、ロベルト・プロシネチキらを獲得するも、1991-92シーズンは無冠に終わる。1992年夏の移籍市場ではイバン・サモラーノ、ナンド・ムニョスらを獲得し、1992-93シーズンはコパ・デル・レイ優勝を達成。1993年夏の移籍市場ではラファエル・アルコルタらを獲得し、1993-94シーズンはスーペルコパ・デ・エスパーニャにて優勝を果たす。

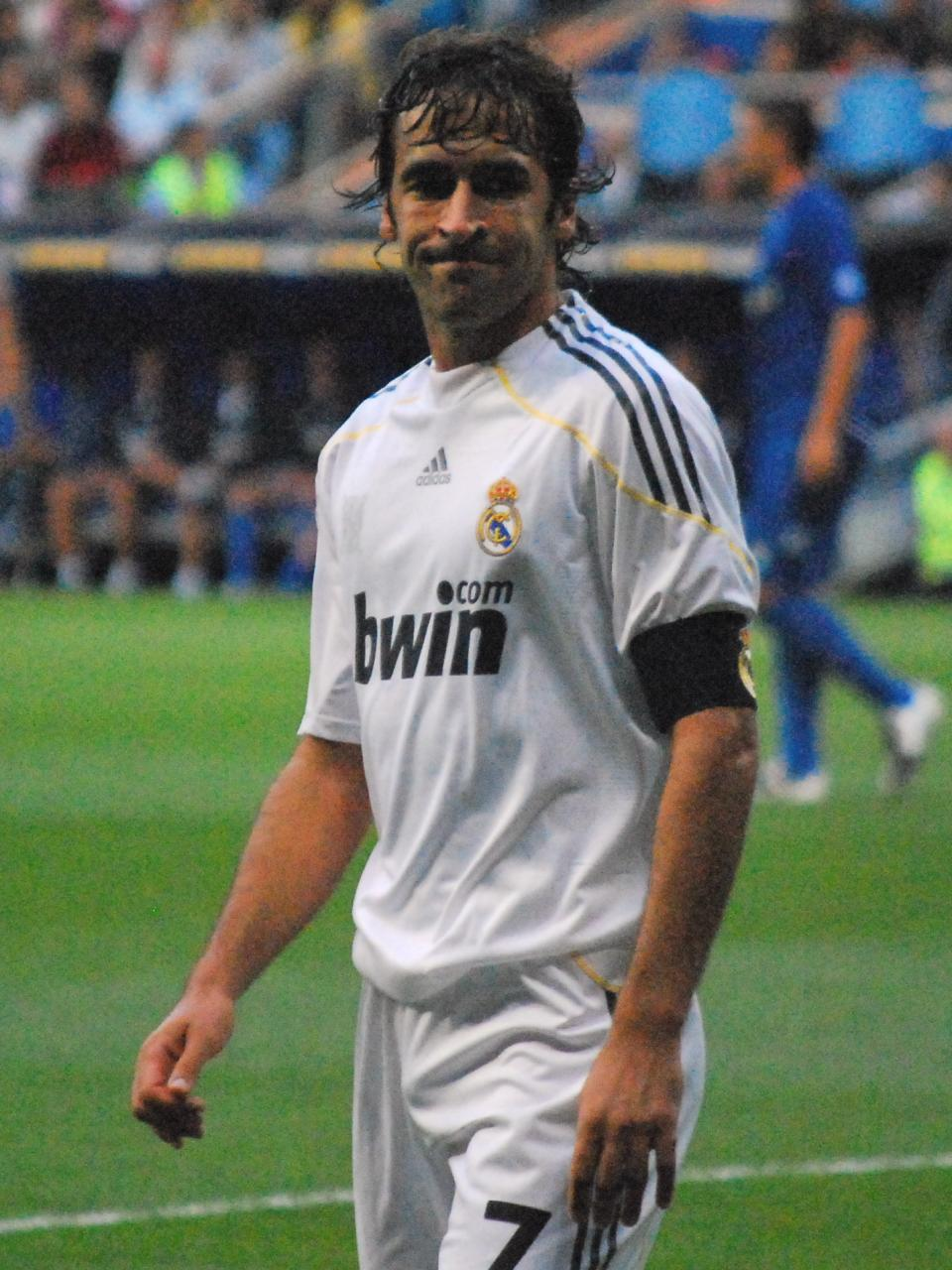
ラウルは公式戦クラブ歴代最多出場、最多得点記録を更新したほか、スペイン代表でも歴代最多得点記録を更新した。

1994-95シーズンからはホルヘ・バルダーノが監督に就任し、1994年夏の移籍市場ではフェルナンド・レドンド、ミカエル・ラウドルップ、ホセ・エミリオ・アマビスカ、キケ・サンチェス・フローレス、サンティアゴ・カニサレスらを獲得。同シーズンはレアル・マドリードBからラウル・ゴンサレスらを昇格させ、リーガ・エスパニョーラとコパ・イベロアメリカーナにて優勝を果たした。1995年夏の移籍市場ではフレディ・リンコン、フアン・エスナイデル、デヤン・ペトコヴィッチらを獲得した。
しかし、1992年からエスタディオ・サンティアゴ・ベルナベウの改修を行い、この改修費用などでクラブは多額の負債を抱えることとなる。そして、1995-96シーズン途中の1995年11月20日にメンドーサは会長職を辞任した。

### ロレンソ・サンス会長時代「1995年〜2000年」
1995年11月26日、ロレンソ・サンスが会長に就任する。1995-96シーズンはレアル・マドリードBからグティ、ビクトール・サンチェスらを昇格させるも無冠、リーガは最終的に6位で終わった。UEFAチャンピオンズリーグ及びUEFAカップの出場権を逃したのは1976-77シーズン以来となった。
1996-97シーズンはファビオ・カペッロが監督に就任し、1996年夏の移籍市場ではプレドラグ・ミヤトヴィッチ、ダヴォール・シューケル、クラレンス・セードルフ、ロベルト・カルロス、ボド・イルクナーらを獲得。1997年冬の移籍市場ではクリスティアン・パヌッチらを獲得した。同シーズンは当時のリーグ史上最多となる勝ち点92を記録してのリーガ・エスパニョーラ優勝を果たすも、守備的な戦術が批判されシーズン終了後にカペッロは監督を退任した。
1997-98シーズンはユップ・ハインケスが監督に就任し、1997年夏の移籍市場ではフェルナンド・モリエンテス、アイトール・カランカらを獲得。1998年冬の移籍市場ではクリスティアン・カランブー、サヴィオらを獲得した。同シーズンはスーペルコパ・デ・エスパーニャ優勝を達成したほか、UEFAチャンピオンズリーグ優勝を達成するが、シーズン終了後にハインケスは解任された。
1998-99シーズンはフース・ヒディンクが監督に就任し、1998年夏の移籍市場ではロベルト・ヤルニ、イバン・カンポ、フェデリコ・マガジャネスらを獲得。同シーズンはトヨタ ヨーロッパ/サウスアメリカ カップにて優勝を果たすが、成績不振によりシーズン途中でヒディンクは解任される。その後はジョン・トシャックが監督に就任するも、同シーズンはリーガ・エスパニョーラで2位、コパ・デル・レイでベスト4、UEFAチャンピオンズリーグでベスト8に終わる。

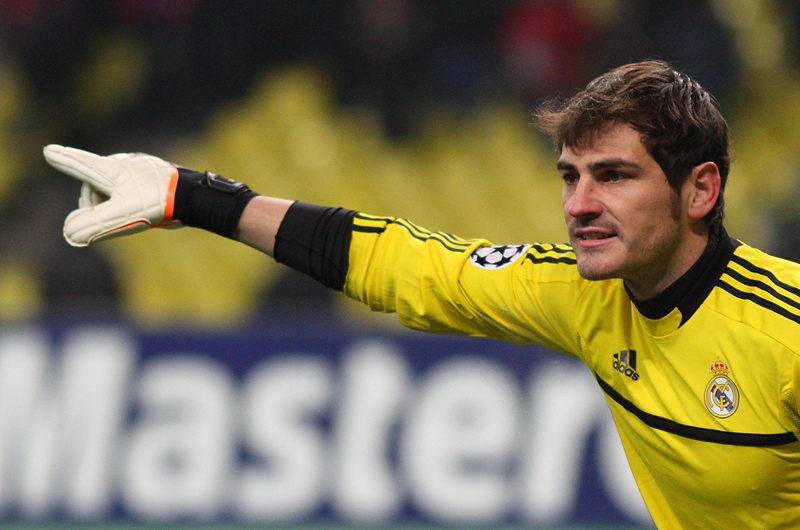
カシージャスはクラブと代表の双方で、主将としてメジャータイトルを獲得した。

1999年夏の移籍市場ではミチェル・サルガド、イバン・エルゲラ、スティーブ・マクマナマン、ニコラ・アネルカらを獲得。1999-2000シーズンはレアル・マドリードBからイケル・カシージャスを昇格させるも、成績不振からシーズン途中でトシャックは解任され、その後はレアル・マドリードBの監督を務めていたビセンテ・デル・ボスケがトップチームの監督に昇格する。同シーズンはリーガ・エスパニョーラでは5位、コパ・デル・レイではベスト8に終わるも、UEFAチャンピオンズリーグでは優勝を果たす。
シーズン終了後に会長選を実施し、サンスはフロレンティーノ・ペレスに敗れたことにより会長職を退任。

### 第1次フロレンティーノ・ペレス会長時代「銀河系軍団」「2000年〜2006年」
1999-2000シーズン終了後に行われた会長選を経て、フロレンティーノ・ペレスが会長職に就任した。ペレスはスペイン一等地にあった旧練習場敷地であるシウダード・デポルティバの土地を売却することで前会長時代までに膨らんだクラブの多額の負債を完済。さらに毎年スター選手を獲得する補強方針を打ち出して移籍市場を賑わせ、ロス・ガラクティコスと称されるチームを構成した。
この時期、再びレアル・マドリードは胸を張ってヨーロッパを渡り歩くようになる。クラブ通算9回目の欧州制覇に加え、3回目のインターコンチネンタルカップ、5回のリーガ優勝を果たした。また、フロレンティーノ・ペレスはクラブの財務健全化に成功、地上で最も裕福なクラブとなった。
2000年夏の移籍市場ではペレスが会長に就任した際に獲得を公約したルイス・フィーゴを当時の史上最高額の移籍金である6000万ユーロで獲得したほか、サンティアゴ・ソラーリ、クロード・マケレレ、フラビオ・コンセイソン、ペドロ・ムニティス、セサル・サンチェス・ドミンゲスらを獲得。2000-01シーズンはリーガ・エスパニョーラ優勝を果たす。2000年12月11日、全投票の42%を獲得してFIFA公認の20世紀最高クラブに選出された。ルイス・フィーゴの移籍は、「禁断の移籍」と言われ、その後バルセロナ戦で出場したフィーゴ氏にはバルセロナファンから様々なものが投げつけられ、2015年にはFIFA主催のフレンドリーマッチにバルセロナOBとして出場することをクラブ側が拒否するなど現在までも遺恨を残すものとなった。
2001年夏の移籍市場では当時の史上最高額の移籍金であるルイス・フィーゴの6000万ユーロの移籍金を大きく抜き、7750万ユーロで、ユヴェントスからジネディーヌ・ジダンを獲得。2001-02シーズンはレアル・マドリードBからフランシスコ・パボン、ラウール・ブラボらを昇格させ、スーペルコパ・デ・エスパーニャとUEFAチャンピオンズリーグにて優勝を果たした。当時のクラブの補強やチーム構成の方針は、ジダンなどのスター選手とパボンなどのレアル・マドリードB出身の選手の共存を意味する「ジダネス&パボネス」と呼ばれた。
2002年夏の移籍市場ではインテルナツィオナーレ・ミラノ移籍金4500万ユーロでロナウドを獲得し、リーベルプレートからエステバン・カンビアッソを獲得。2002-03シーズンはレアル・マドリードBからハビエル・ポルティージョをトップチームに昇格させ、リーガ・エスパニョーラ、UEFAスーパーカップ、トヨタ ヨーロッパ/サウスアメリカ カップにて優勝を果たすも、シーズン終了後に監督のビセンテ・デル・ボスケは解任された。

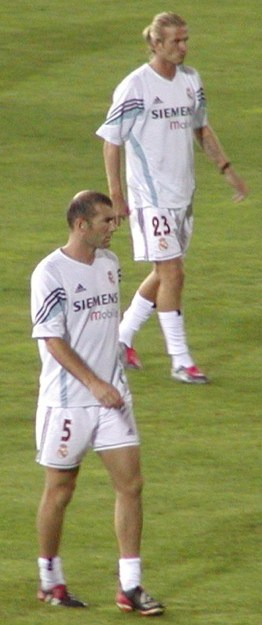
ロス・ガラクティコスと呼ばれた当時のチームで、チームメイトだったジダンとベッカム。

2003-04シーズンはカルロス・ケイロスが監督に就任。2003年夏の移籍市場では3750万ユーロでデビッド・ベッカムを獲得し、他の選手も獲得した。クラブとの確執があった主将のフェルナンド・イエロやマケレレ、出場機会を失っていたフェルナンド・モリエンテスらを放出した。同シーズンはスーペルコパ・デ・エスパーニャにて優勝するも、リーガ・エスパニョーラは4位、コパ・デル・レイは準優勝、UEFAチャンピオンズリーグではベスト8に終わり、シーズン終了後にケイロスは解任された。
2004-05シーズンはホセ・アントニオ・カマーチョが監督に就任し、2004年夏の移籍市場ではマイケル・オーウェン、ジョナサン・ウッドゲート、ワルテル・サムエルらを獲得。しかし、シーズン途中でカマーチョは辞任し、アシスタントコーチを務めていたマリアノ・ガルシア・レモンが監督に就任するもシーズン途中で解任され、ヴァンデルレイ・ルシェンブルゴが監督に就任。2005年冬の移籍市場ではトーマス・グラヴェセンらを獲得するも、同シーズンは無冠に終わる。
2005年夏の移籍市場ではセルヒオ・ラモス、ロビーニョ、ジュリオ・バチスタ、パブロ・ガルシア、カルロス・ディオゴを獲得。2005-06シーズンはシーズン途中でルシェンブルゴを解任し、レアル・マドリード・カスティージャの監督を務めていたフアン・ラモン・ロペス・カロがトップチームの監督に就任。2006年冬の移籍市場ではアントニオ・カッサーノ、シシーニョを獲得するも、同シーズンも無冠に終わった。当時のチームは選手間の軋轢や規律の欠をはじめとした様々な問題を抱えており、同シーズン途中の2006年2月にUEFAチャンピオンズリーグ決勝トーナメント1回戦1stレグであるアーセナルFC戦とリーガ・エスパニョーラ第25節におけるRCDマジョルカ戦での連敗により2季連続の無冠が濃厚となったため、同年2月27日にペレスは会長職を辞任した。
ペレスの辞任後、次期会長選挙までペレスの右腕と言われるフェルナンド・マルティン・アルバレスが会長職に就任するも、およそ2ヶ月後の4月26日に会長職を辞任した。その後はルイス・ゴメス・モンテハーノが暫定的に会長を務めた。

### ラモン・カルデロン会長時代「銀河系軍団の終わり」「2006年〜2009年」
2005-06シーズン終了後に行われた会長選を経て、ラモン・カルデロンが会長職に就任。2006-07シーズンはファビオ・カペッロが監督に就任し、2006年夏の移籍市場ではファビオ・カンナヴァーロ、エメルソン、ルート・ファン・ニステルローイ、マアマドゥ・ディアッラ、ホセ・アントニオ・レジェスらを獲得。2007年冬の移籍市場ではマルセロ、フェルナンド・ガゴ、ゴンサロ・イグアインを獲得した一方で同シーズンは冬にロナウドも放出しベッカムも年明けに退団を表明し3月には4位にも落ちて混迷を極めた。しかし3月にカンプ・ノウでのクラシコを3-3で引き分けると25節のヘタフェ戦以降ファン・ニステルローイが14試合で14ゴールを挙げ10勝3分け1敗と順位を上げて34節のエスパニョール戦を逆転で制して首位に立ち最終的にFCバルセロナと同勝ち点で並び、直接対決の結果によりリーガ・エスパニョーラは4シーズンぶり30回目の優勝を果たすも、エメルソンとディアッラを中盤センターに並べる守備的な戦術が批判されシーズン終了後にカペッロは解任された。
2007-08シーズンからはベルント・シュスターが監督に就任。2007年夏の移籍市場ではペペ、クリストフ・メッツェルダー、ハビエル・サビオラ、ヴェスレイ・スナイデル、アリエン・ロッベン、ガブリエル・エインセらを獲得。同シーズンはリーガ・エスパニョーラ2連覇を果たした。

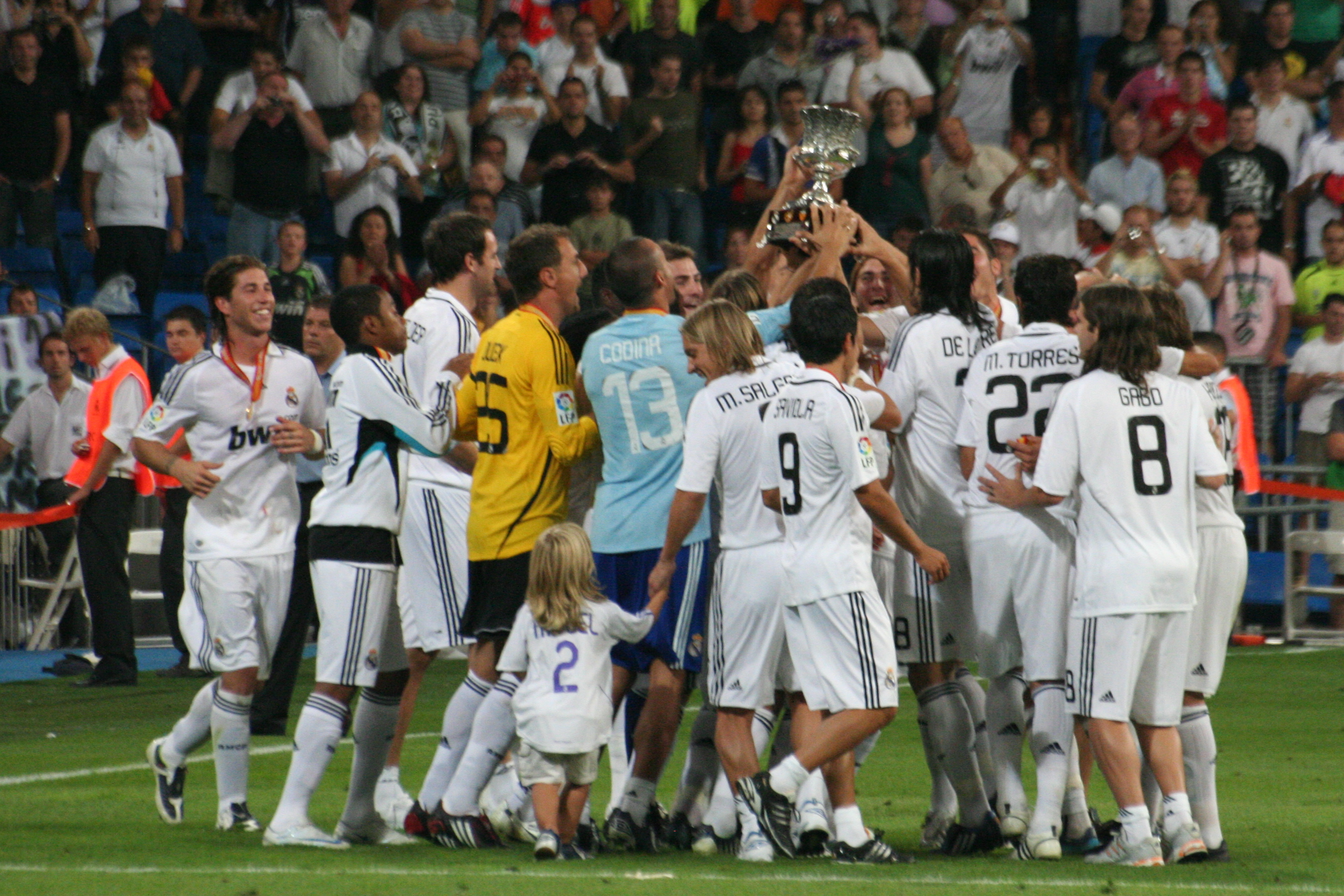
2008-09シーズン、スーペルコパ優勝に歓喜する選手たち。

2008年夏の移籍市場ではルベン・デ・ラ・レー、ハビ・ガルシア、ラファエル・ファン・デル・ファールト、エセキエル・ガライを獲得し、当時のクラブ史上最高額の移籍金である4300万ユーロでロビーニョをプレミアリーグのマンチェスター・シティ放出。2009年冬の移籍市場ではクラース・ヤン・フンテラール、ラッサナ・ディアッラらを獲得した。2008-09シーズンはスーペルコパ・デ・エスパーニャにて優勝を果たすが、リーガ・エスパニョーラでの低迷から第14節後にシュスターを解任してファンデ・ラモスが監督に就任するも2位に終わった。コパ・デル・レイでは4回戦敗退、UEFAチャンピオンズリーグでは5季連続のベスト16に終わる。
2008-09シーズン途中の2009年1月16日、クラブ総会におけるカルデロンの不正投票操作疑惑が浮上し、その責任および混乱収拾のためカルデロンは会長職を辞任。その後はビセンテ・ボルダが暫定的に会長を務めた。

### 第2次フロレンティーノ・ペレス会長時代「2009年〜現在」
2009年6月14日に会長選が行われる予定だったが、元会長のフロレンティーノ・ペレス以外の候補者が出馬条件を満たせなかったため、同年6月1日付でペレスが2度目の会長に返り咲いた。

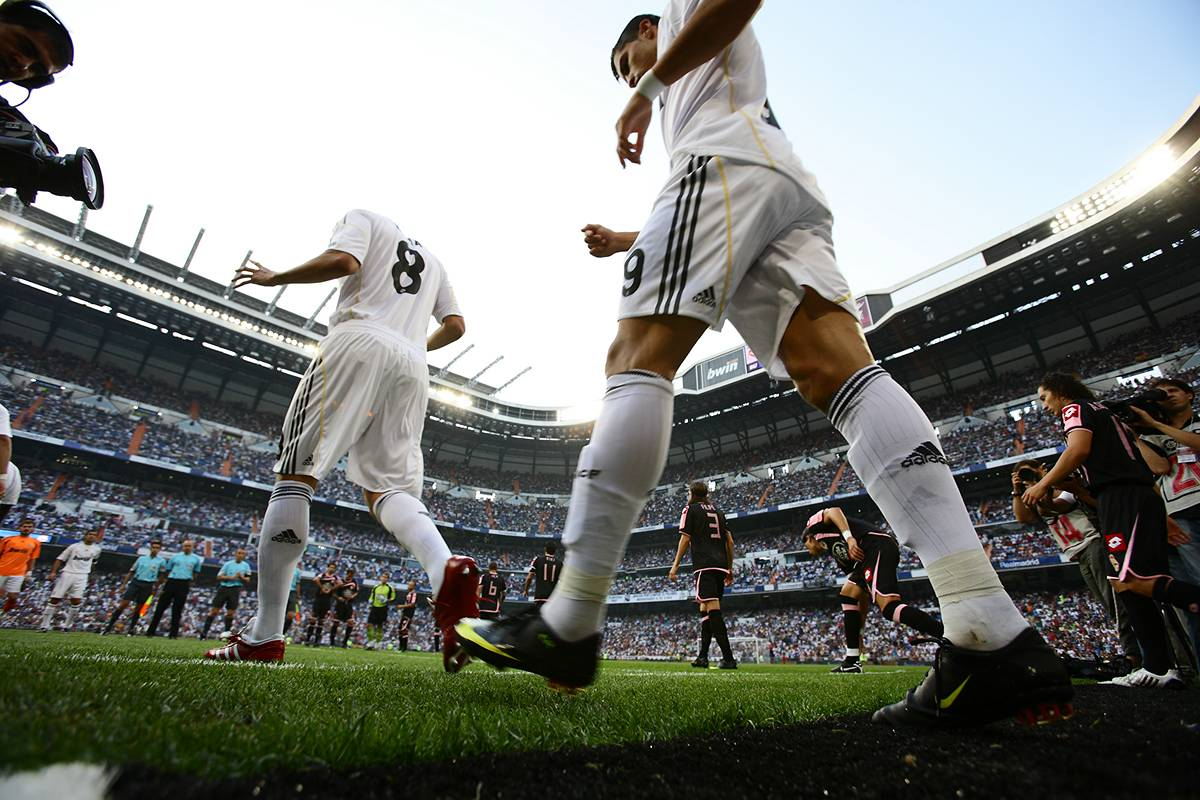
ピッチに入るカカとクリスティアーノ・ロナウド。

2009-10シーズンはマヌエル・ペレグリーニが監督に就任し、同年夏の移籍市場では6750万ユーロでカカを、当時の史上最高額となる9400万ユーロでクリスティアーノ・ロナウドを獲得したほか、移籍金3500万ユーロでカリム・ベンゼマ、3000万ユーロでシャビ・アロンソ、1500万ユーロでラウール・アルビオル、400万ユーロでアルバロ・アルベロアらを獲得。大型補強をしたのにも関わらず、同シーズンはリーガ・エスパニョーラで当時のクラブ史上最多の勝ち点96を記録するも2季連続でFCバルセロナに譲り、2位、コパ・デル・レイでは2季連続のベスト32、UEFAチャンピオンズリーグでは6季連続のベスト16と無冠に終わり、シーズン終了後にペレグリーニは解任された。
2010-11シーズンからはチェルシーFCや、インテル・ミラノで経験を積んだジョゼ・モウリーニョが監督に就任。2010年夏の移籍市場ではアンヘル・ディ・マリア、ペドロ・レオン、リカルド・カルヴァーリョ、サミ・ケディラ、メスト・エジルらを獲得。2011年冬の移籍市場ではエマニュエル・アデバヨールを獲得した。2010-11シーズンはコパ・デル・レイ優勝を果たした。なお、同シーズンはリーガ・エスパニョーラ、コパ・デル・レイ、UEFAチャンピオンズリーグにて合計5試合のエル・クラシコが行われ、特に2011年4月16日から5月3日までに行われた4試合はクアトロ・クラシコ（Cuatro Clásico、4回のクラシコという意味）と呼ばれた。

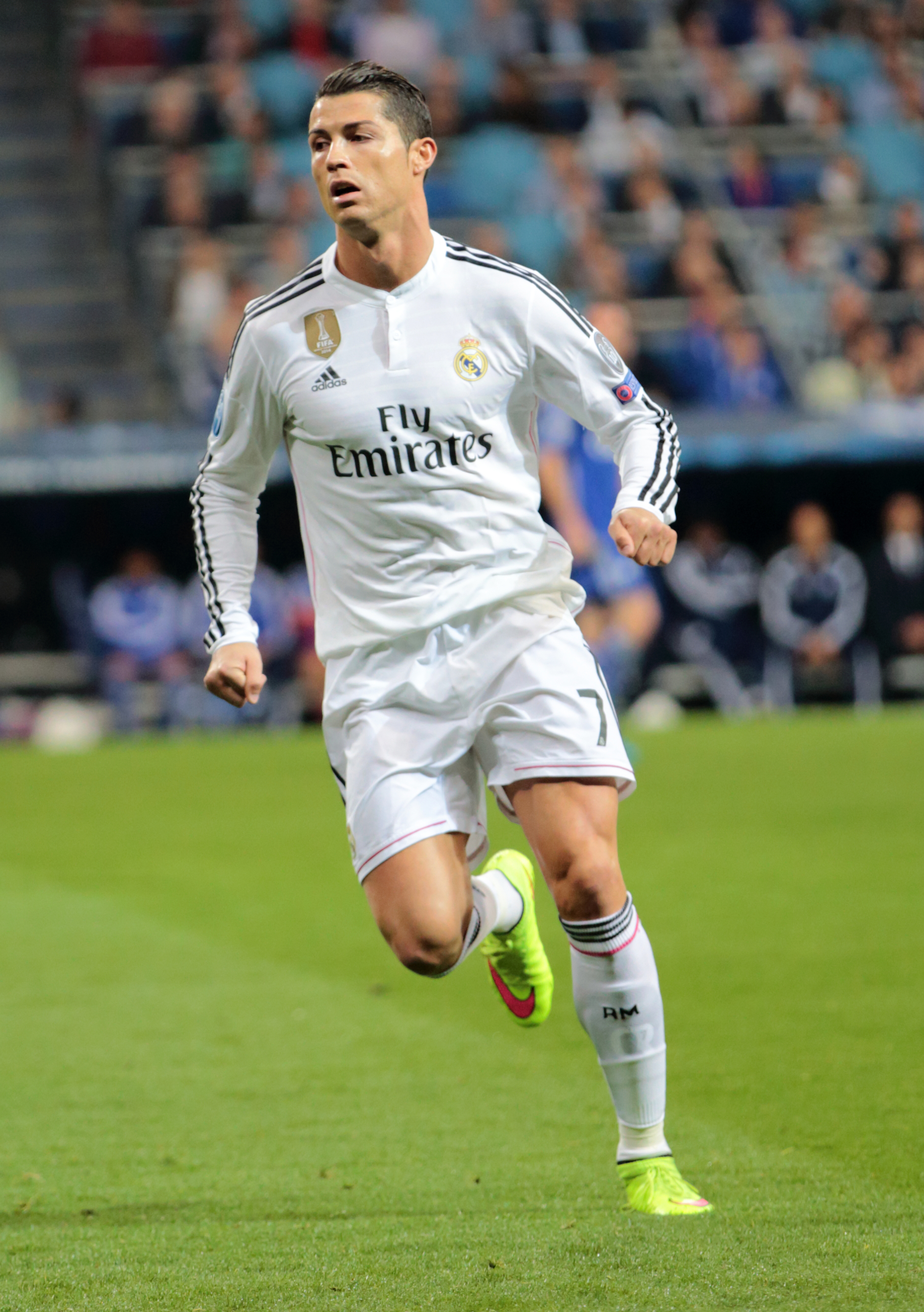
クリスティアーノ・ロナウドはクラブの最多得点記録を更新し、バロンドールに4度選出された。

2011年夏の移籍市場ではヌリ・シャヒン、ハミト・アルトゥントップ、ホセ・カジェホン、ファビオ・コエントラン、ラファエル・ヴァランらを獲得。2011-12シーズンは当時のクラブ史上最多連勝記録に並ぶ公式戦15連勝を記録したほか、いずれもリーグ史上最多となる121得点と勝ち点100を記録してのリーガ・エスパニョーラ優勝を果たした。2012年夏の移籍市場ではルカ・モドリッチ、マイケル・エッシェンらを獲得し、2013年冬の移籍市場ではディエゴ・ロペス、カゼミーロを獲得。2012-13シーズンはスーペルコパ・デ・エスパーニャ優勝を果たすも、リーガ・エスパニョーラは2位、UEFAチャンピオンズリーグはベスト4、コパ・デル・レイは準優勝に終り、クラブとの合意で、契約を解消し、モウリーニョはシーズン終了後に監督を退任した。新しい10年の最初の年、ジョゼ・モウリーニョ率いるレアル・マドリードには3つのタイトルがもたらされた。特筆すべきなのは2011−12シーズンのリーガで、史上最高となる勝ち点100、得点121という記録を作りタイトルを獲得。またバルセロナを破り国王杯とスペインスーパーカップを勝ち取った。
2012-13シーズンは、特に補強はしなかった。デポルティーボ・ラ・コルーニャBとの試合で、ハットトリックを達成したり、2011-12シーズンに17ゴールを記録するなど、活躍が認められ、アルバロ・モラタがトップチームに昇格することが決定。また、タイトルを1つも獲得できなかったシーズンである。プリメーラ・ディビシオンでは、1位のFCバルセロナに勝ち点15点差をつけられ2位となったが、UEFAチャンピオンズリーグのグループリーグ進出を、FCバルセロナと、アトレティコ・マドリードとともに決めた。コパ・デル・レイではFCバルセロナや、バレンシアなどの強豪に勝って決勝に進んだが、延長戦の末、アトレティコ・マドリードに1点差をつけられ、準優勝に終わった。また、アシストランキングでは、レアル・マドリードのMFメスト・エジルがリーグアシストランキングでFCバルセロナのアンドレス・イニエスタと1位タイとなっている。最多観客動員の試合は、FCバルセロナとレアル・マドリードの試合で、96589人。
2013-14シーズンからはカルロ・アンチェロッティが監督に就任。2013年夏の移籍市場ではイスコ、ダニ・カルバハル、アシエル・イジャラメンディを獲得したほか、クリスティアーノ・ロナウドの移籍金9400万ユーロを超える1億100万ユーロでガレス・ベイルを獲得し、当時のクラブ史上最高額の移籍金4700万ユーロでエジルを放出した。同シーズンはレアル・マドリード・カスティージャからヘセ・ロドリゲスらを昇格させ、3月23日に2度にわたってリードしながらバルセロナに競り負けたのに続き次のセビージャ戦も落としこれが祟って3位。コパ・デル・レイは準決勝まで完封で勝ち上がり、リーグ戦で連敗したバルセロナとの決勝もベイルの決勝点で優勝を果たしたほか、UEFAチャンピオンズリーグではガラタサライ、FCコペンハーゲン、ユベントスとのグループステージを5勝1分で突破し、決勝トーナメントではシャルケ、前のシーズンでファイナリストだったチーム（準々決勝でドルトムント、準決勝でバイエルン）を撃破し、史上初の同国ダービー対決になったアトレティコとの決勝はシャビ・アロンソを累積警告で出場停止で失い前半はディエゴ・ゴディンに先制点を奪われる。後半にマルセロとイスコを同時投入するとアディショナルタイム3分にセルヒオ・ラモスのゴールで追いつくと、ディ・マリアが放ったシュートのこぼれ球をベイルが詰めて逆転。アトレティコが前掛かりになった所を延長後半13分にマルセロ、終了間際にクリスティアーノ・ロナウドがPKを決めて13試合制になってからの史上最多得点記録である総得点41を記録しての優勝を果たし、同大会の前身にあたるUEFAチャンピオンズカップの優勝回数と合わせて合計10回目の優勝となるラ・デシマ（la décima）を達成した。ベンゼマ、ベイル、クリスティアーノ・ロナウドによる3トップは、それぞれの頭文字からBBCと呼ばれた。
2014年夏の移籍市場では移籍金7500万ユーロでトニ・クロース、を獲得し、同じく7500万ユーロでハメス・ロドリゲス、1000万ユーロでケイロル・ナバス、2200万ユーロの買取オプション付きでハビエル・エルナンデスを獲得し、当時のクラブ史上最高額の移籍金である7500万ユーロでディ・マリアをマンチェスター・ユナイテッドに放出した。2014-15シーズンはUEFAスーパーカップとFIFAクラブワールドカップ2014にて優勝を果たしたほか、クラブ史上最多連勝記録である公式戦22連勝を記録 した。
2015-16シーズンはラファエル・ベニテスが監督に就任。2015年夏の移籍市場では大型補強はせず、RCDエスパニョールにレンタル移籍していたルーカス・バスケスが復帰、ダニーロ、キコ・カシージャ、マテオ・コヴァチッチらを獲得。また、同時期に、16年間に渡りチームで活躍してきたイケル・カシージャスがFCポルトに移籍した。同シーズンはクラブ史上初となる公式戦開幕4試合連続完封記録を達成するも、コパ・デル・レイではカディスCF戦で出場停止処分同中のデニス・チェリシェフを先発出場させる規約違反を犯したことで失格処分を受けベスト32に終わったことや、リーガ・エスパニョーラ第12節におけるエル・クラシコでの大敗などの理由でベニテスは解任された。その後はレアル・マドリード・カスティージャにて監督を務めていたジネディーヌ・ジダンがトップチームの監督に昇格し、リーガ・エスパニョーラでは2位に終わるも、UEFAチャンピオンズリーグでは優勝を果たした。
2016年夏の移籍市場ではアルバロ・モラタ、ファビオ・コエントラン、マルコ・アセンシオらを獲得。2016-17シーズンはレアル・マドリード・カスティージャからマリアーノ・ディアスを昇格させ、UEFAスーパーカップ、FIFAクラブワールドカップ2016、ラ・リーガにて優勝を果たしたほか、UEFAチャンピオンズリーグ2連覇を達成した。また、スペインのクラブ記録となる公式戦40試合無敗を記録したほか、欧州のクラブチームにおける公式戦連続得点記録も更新した。

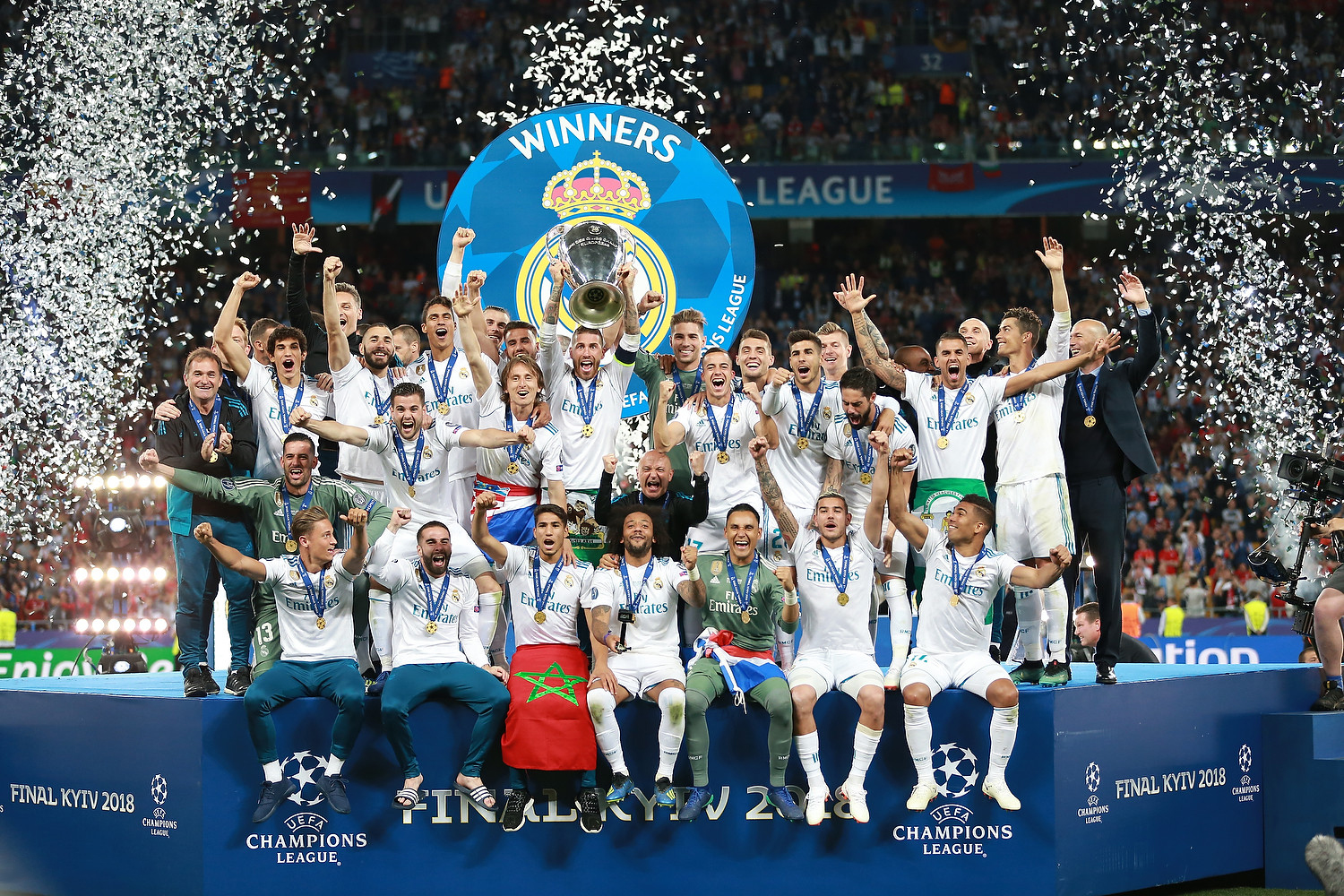
2017-18シーズン、史上初となるUEFAチャンピオンズリーグ3連覇を達成した。

2017年夏の移籍市場ではヘスス・バジェホ、テオ・エルナンデス、マルコス・ジョレンテ、ボルハ・マジョラル、ダニ・セバージョスらを獲得。2017-18シーズンはUEFAスーパーカップ、スーペルコパ・デ・エスパーニャ、FIFAクラブワールドカップ2017で優勝を果たしたほか、UEFAチャンピオンズリーグ3連覇を達成した。また、2015-16シーズンから73試合連続で得点を記録し、公式戦連続得点の世界最多タイ記録に並んだ。
2018-19シーズンからはフレン・ロペテギが監督に就任。2018年夏の移籍市場ではティボ・クルトゥワ、アルバロ・オドリオソラ、マリアーノ・ディアスらを獲得した一方でクラブ史上最高額の移籍金でクリスティアーノ・ロナウドが退団した。チームは公式戦でクラブ史上最長の無得点記録となる496分間の無得点に陥り、シーズン途中でロペテギは解任され、レアル・マドリード・カスティージャにて監督を務めていたサンティアゴ・ソラーリが暫定監督を経て正式に監督に就任。一時は低迷するチームの立て直しに成功するも、エル・クラシコでの敗戦やチャンピオンズリーグ敗退などにより2019年3月にソラーリの監督解任とジダンの監督復帰が発表された。
2019年夏の移籍市場ではロドリゴ・ゴエス、フェルラン・メンディ、エデル・ミリトン、6300万ユーロでルカ・ヨヴィッチを獲得し、クラブ移籍金史上最高額の1億1500万ユーロでチェルシーFCからエデン・アザールを獲得した。新型コロナウイルスの世界的拡大による約3か月のリーグ中断を経て、2016-17シーズン以来のラ・リーガ制覇を達成した。優勝直前には、クラブ公式やマドリード市長が慣例であるシベーレス広場での祝福を行わないよう自粛を求めた。
2020年の移籍市場ではアンドリー・ルニン、マルティン・ウーデゴール、アルバロ・オドリオソラをレンタルから復帰させるに留め、外部からの補強は行わなかった。レアル・マドリードが補強を一切行わなかったのは1980年のルイス・デ・カルロスが会長をつとめているとき以来40年ぶりであった。シーズン終了後にジダンは監督を退任した。

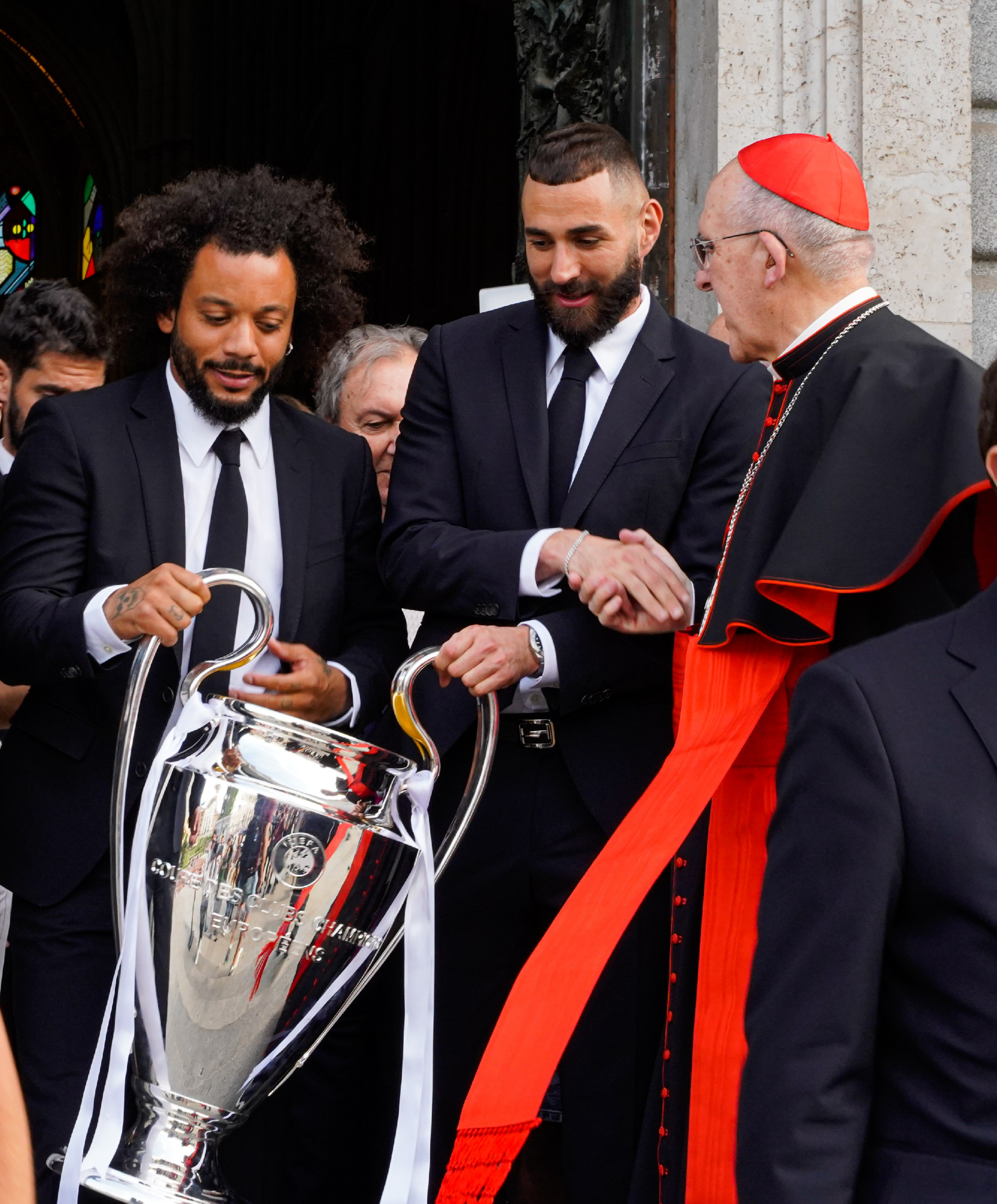
14度目のチャンピオンズリーグ優勝を祝福するマルセロとベンゼマ。

2021-22シーズンからはカルロ・アンチェロッティが再び監督に就任。2021年夏の移籍市場ではダヴィド・アラバ、エドゥアルド・カマヴィンガを獲得。過去10年間に渡ってセンターバックでコンビを組んだセルヒオ・ラモスとラファエル・ヴァランが揃って退団したものの、アラバとミリトンがその穴を埋めたことや同シーズンにバロンドール、ヤシン・トロフィーをそれぞれ受賞したベンゼマ、クルトゥワの活躍、ヴィニシウス・ジュニオールのブレイクなどもありラ・リーガ、スーペルコパ・デ・エスパーニャ、UEFAチャンピオンズリーグの3冠を達成した。
2022-23シーズンは、夏の移籍市場でチェルシーFCからアントニオ・リュディガーをフリーで獲得し、移籍金8000万ユーロでモナコからオーレリアン・チュアメニを獲得した。また、15年レアル・マドリードに所属していたマルセロがオリンピアコス、移籍金6000万ユーロでマンチェスター・ユナイテッドFCにカゼミーロ、同リーグのセビージャにイスコ、ロサンゼルスFCにガレス・ベイル、ルカ・ヨヴィッチがフィオレンティーナに移籍した。2022-23シーズン、9季ぶりにコパ・デル・レイを優勝した。
2023年夏には、ジュード・ベリンガムとアルダ・ギュレルを獲得したほか、フラン・ガルシア、ブライム・ディアス、ホセルが復帰。さらに開幕前のクルトゥワ離脱によりケパ・アリサバラガがレンタルで加入した。

## ライバル

### エル・クラシコ
FCバルセロナとの試合はエル・クラシコと呼ばれ、国内、また、国外においても最も注目されるダービーの一つである。国内大会が始まった当初から、両クラブはスペインの2つのライバル地域、カタルーニャ州とカスティーリャを代表するクラブとされていた。このライバル関係は、カタルーニャ人とカスティーリャ人との政治的・文化的な緊張を反映しており、スペイン内戦の再現とも言われる。長年にわたる、レアル・マドリードとバルセロナの記録は、通算258試合で、マドリードが105勝、バルセロナが101勝、52引き分けである。エル・クラシコの最多得点選手は元FCバルセロナ所属のリオネル・メッシである。

### マドリードダービー

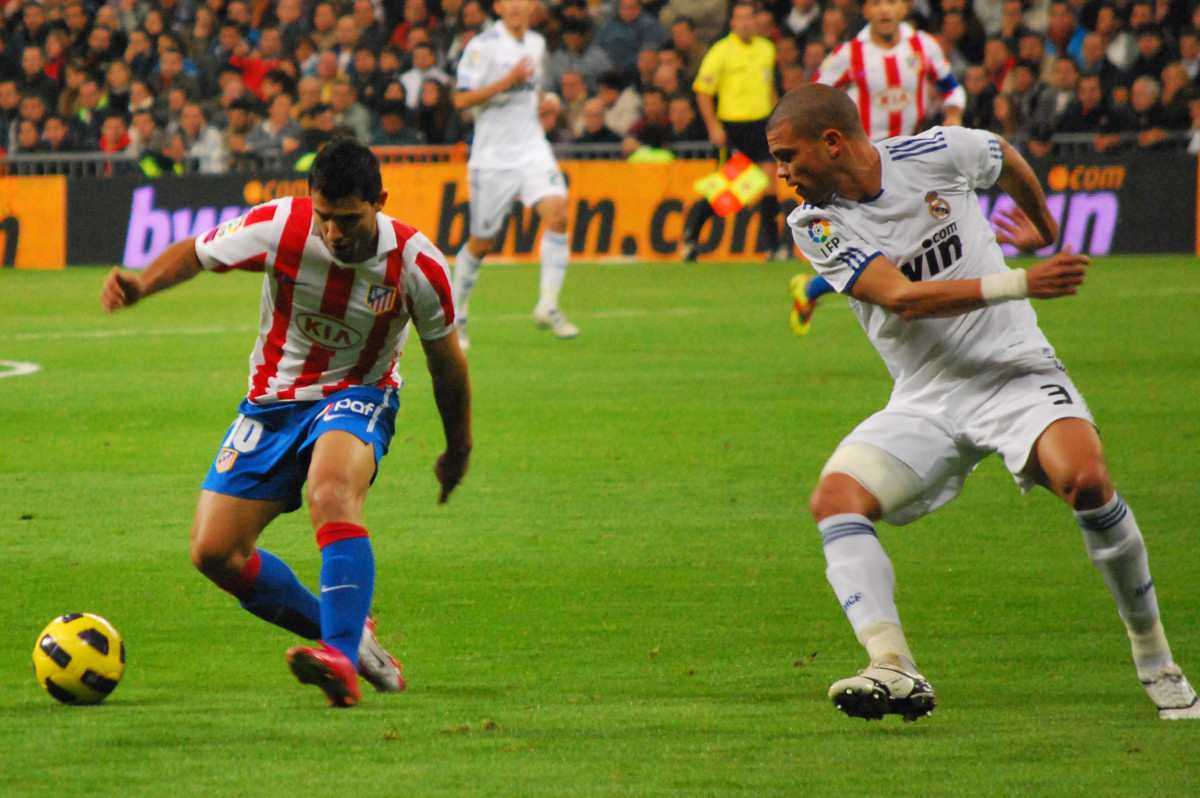
マドリードダービーでプレーするセルヒオ・アグエロとペペ（2010年）

クラブの最も近い隣にはアトレティコ・マドリードがあり、両サッカーチームのファンの間ではライバル関係にある。アトレティコは1903年に3人のバスク人学生によって設立された。アトレティコがスペイン空軍のサッカーチームと統合された後（アトレティコ・アビアシオンと改名）、緊張はさらにエスカレートした。レアルとアトレティコは、1929年2月21日に旧チャマルティンで行われた第1回リーグチャンピオンシップの第3節で初めて顔を合わせた。この試合は新トーナメントの最初の公式ダービーで、レアルが2-1で勝利した。
1961年から1989年までの間、レアルがリーグを席巻していた頃、アトレティコだけが、1966年、1970年、1973年、1977年にリーガのタイトルを獲得していた。1965年、アトレティコは、サンティアゴ・ベルナベウで8年ぶりにレアルを破ったチームとなった。レアル・マドリードのアトレティコとの対戦成績は、最近では非常に良好である。アトレティコの1999年以来の勝利は、2013年5月に行われたコパ・デル・レイでの勝利だった。2013-14年、レアルとアトレティコはUEFAチャンピオンズリーグの決勝戦に進出し、レアル・マドリードは延長戦で4-1と勝利した。2015年2月7日、レアルはビセンテ・カルデロンで4-0の敗戦で、リーグ戦で14年ぶりの敗北を喫した。マドリードダービーの最多得点記録は、元レアル・マドリード所属のクリスティアーノ・ロナウドである。

## タイトル

### 国内タイトル
- プリメーラ・ディビシオン : 36回
  - 1931-32, 1932-33, 1953-54, 1954-55, 1956-57, 1957-58, 1960-61, 1961-62, 1962-63, 1963-64, 1964-65, 1966-67, 1967-68, 1968-69, 1971-72, 1974-75, 1975-76, 1977-78, 1978-79, 1979-80, 1985-86, 1986-87, 1987-88, 1988-89, 1989-90, 1994-95, 1996-97, 2000-01, 2002-03, 2006-07, 2007-08, 2011-12, 2016-17, 2019-20, 2021-22, 2023-24
- コパ・デル・レイ : 20回
  - 1905, 1906, 1907, 1908, 1917, 1933-34, 1935-36, 1945-46, 1946-47, 1961-62, 1969-70, 1973-74, 1974-75, 1979-80, 1981-82, 1988-89, 1992-93, 2010-11, 2013-14, 2022-23
- スーペルコパ・デ・エスパーニャ : 13回
  - 1988, 1989, 1990, 1993, 1997, 2001, 2003, 2008, 2012, 2017, 2019-20, 2021-22, 2023-24
- コパ・エバ・ドゥアルテ：1回
  - 1947
- コパ・デ・ラ・リーガ : 1回
  - 1984-85

### 国際タイトル
- FIFAクラブワールドカップ：5回

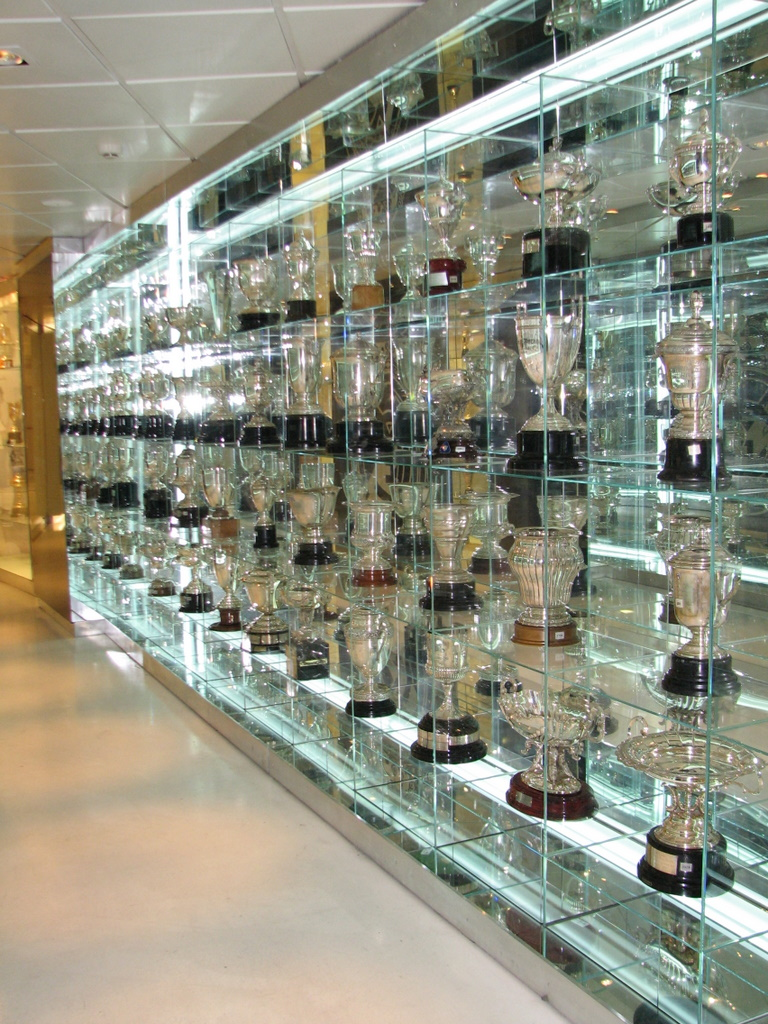
サンティアゴ・ベルナベウにあるトロフィールーム

  - 2014, 2016, 2017, 2018, 2022
- FIFAインターコンチネンタルカップ：1回
  - 2024

- インターコンチネンタルカップ：3回
  - 1960, 1998, 2002
- スモールワールドカップ：2回
  - 1952, 1956
- UEFAチャンピオンズカップ / UEFAチャンピオンズリーグ：15回 
  - 1955-56, 1956-57, 1957-58, 1958-59, 1959-60, 1965-66, 1997-98, 1999-00, 2001-02, 2013-14, 2015-16, 2016-17, 2017-18, 2021-22, 2023-24
- ラテン・カップ：2回
  - 1955, 1957
- UEFAカップ：2回
  - 1984-85, 1985-86
- UEFAスーパーカップ：6回 
  - 2002, 2014, 2016, 2017, 2022, 2024
- コパ・イベロアメリカーナ：1回
  - 1994

### 国内タイトル（非公式大会）
- トロフェオ・サンティアゴ・ベルナベウ：28回
  - 1981, 1983, 1984, 1985, 1987, 1989, 1991, 1994, 1995, 1996, 1997, 1998, 1999, 2000, 2003, 2005, 2006, 2007, 2008, 2009, 2010, 2011, 2012, 2013, 2015, 2016, 2017, 2018
- カンペオナート・レヒオナル・セントロ : 23回
  - 1903, 1904–05, 1905–06, 1906–07, 1907–08, 1912–13, 1915–16, 1916–17, 1917–18, 1919–20, 1921–22, 1922–23, 1923–24, 1925–26, 1926–27, 1928–29, 1929–30, 1930–31, 1931–32, 1932–33, 1933–34, 1934–35, 1935–36

### 国際タイトル（非公式大会）
- インターナショナル・チャンピオンズ・カップ：3回
  - 2013, 2015 (豪州), 2015 (中国)

## 現所属メンバー
ラ・リーガ2024-2025シーズン 開幕フォーメーション (4-3-3)
2025年7月30日現在
注：選手の国籍表記はFIFAの定めた代表資格ルールに基づく。
| No. | Pos. |              | 選手名                               |
| --- | ---- | ------------ | ------------------------------------ |
| 1   | GK   | ベルギー     | ティボ・クルトゥワ                   |
| 2   | DF   | スペイン     | ダニ・カルバハル                     |
| 3   | DF   | ブラジル     | エデル・ミリトン ()                  |
| 4   | DF   | オーストリア | ダヴィド・アラバ () ()               |
| 5   | MF   | イングランド | ジュード・ベリンガム ()              |
| 6   | MF   | フランス     | エドゥアルド・カマヴィンガ () ()     |
| 7   | FW   | ブラジル     | ヴィニシウス・ジュニオール ()        |
| 8   | MF   | ウルグアイ   | フェデリコ・バルベルデ ()            |
| 9   | FW   | ブラジル     | エンドリッキ ★                       |
| 10  | FW   | フランス     | キリアン・エムバペ ()()              |
| 11  | FW   | ブラジル     | ロドリゴ ()                          |
| 12  | DF   | イングランド | トレント・アレクサンダー＝アーノルド |
| 13  | GK   | ウクライナ   | アンドリー・ルニン                   |

| No. | Pos. |          | 選手名                      |
| --- | ---- | -------- | --------------------------- |
| 14  | MF   | フランス | オーレリアン・チュアメニ () |
| 15  | MF   | トルコ   | アルダ・ギュレル            |
| 16  | FW   | スペイン | ゴンサロ・ガルシア          |
| 17  | DF   | スペイン | ラウール・アセンシオ        |
| 18  | DF   | スペイン | アルバロ・カレーラス        |
| 19  | MF   | スペイン | ダニ・セバージョス          |
| 20  | DF   | スペイン | フラン・ガルシア            |
| 21  | FW   | モロッコ | ブライム・ディアス ()       |
| 22  | DF   | ドイツ   | アントニオ・リュディガー () |
| 23  | DF   | フランス | フェルラン・メンディ ()     |
| 24  | DF   | スペイン | ディーン・ハイセン ()       |

※括弧内の国旗はその他の保有国籍を、星印はEU圏外選手を示す。

### リザーブチーム
注：選手の国籍表記はFIFAの定めた代表資格ルールに基づく。
| No. | Pos. |              | 選手名                         |
| --- | ---- | ------------ | ------------------------------ |
| 26  | GK   | スペイン     | フラン・ゴンサレス・ペレス     |
| 29  | DF   | モロッコ     | ユセフ・エンリケス             |
| 30  | FW   | アルゼンチン | フランコ・マスタントゥオーノ ★ |
| 31  | DF   | スペイン     | ハコボ・ラモン                 |
| 32  | MF   | スペイン     | マヌエル・アンヘル             |
| 34  | GK   | スペイン     | セルヒオ・メストレ             |
| 36  | MF   | スペイン     | チェマ・アンドレス             |
| 38  | DF   | スペイン     | ダビド・ヒメネス・コレドール   |
| 39  | DF   | スペイン     | ロレンソ・アグアド             |
| 40  | MF   | スペイン     | ウーゴ・デ・ジャーノス         |

| No. | Pos. |          | 選手名                           |
| --- | ---- | -------- | -------------------------------- |
| 41  | DF   | スペイン | ヘスス・フォルテア               |
| 42  | FW   | スペイン | ダニエル・ヤニェス               |
| 43  | DF   | スペイン | ディエゴ・アグアド               |
| 44  | MF   | スペイン | ビクトル・ムニョス・ビジャヌエバ |
| 45  | DF   | スペイン | ビクトル・バルデペーニャス       |
| 47  | MF   | スペイン | ポル・フォルトゥニ               |
| 48  | DF   | スペイン | マリオ・リヴァス                 |

### ローン移籍
out
注：選手の国籍表記はFIFAの定めた代表資格ルールに基づく。
| No. | Pos. |          | 選手名                                                    |
| --- | ---- | -------- | --------------------------------------------------------- |
| --  | DF   | スペイン | ラファエル・オブラドール (デポルティーボ・ラ・コルーニャ) |
| --  | DF   | スペイン | マルベル (コルドバ)                                       |
| --  | FW   | スペイン | アルバロ・レイヴァ (アルヘシラス)                         |

| No. | Pos. |            | 選手名                                      |
| --- | ---- | ---------- | ------------------------------------------- |
| --  | FW   | ウルグアイ | アルバロ・ロドリゲス (ヘタフェ)             |
| --  | MF   | スペイン   | マリオ・マルティン (レアル・バリャドリード) |
| --  | MF   | 日本       | 中井卓大 (ラージョ・カンタブリア)           |

### チームスタッフ
| 役職                     | 名前                       | 在籍年  | 前職                     |
| 監督                     | シャビ・アロンソ           | 2025年- | レバークーゼン           |
| 助監督                   | セバス・パリージャ         | 2025年- | レバークーゼン           |
| フィジカルコーチ         | アントニオ・ピントゥス     | 2021年- | インテル                 |
| フィジカルコーチ         | イスマエル・カメンフォルテ | 2025年- | レバークーゼン           |
| テクニカルコーチ         | アルベルト・エンシナス     | 2025年- | レバークーゼン           |
| 映像分析コーチ           | ベニャート・ラバイン       | 2025年- | レアル・サラゴサ         |
| GKコーチ                 | ルイス・ジョピス           | 2021年- | レアル・ソシエダ         |
| スポーツセラピスト       | ホセ・カルロス・パラレス   | 2012年- | アトレティコ・マドリード |
| フットボールディレクター | サンティアゴ・ソラーリ     | 2022年- | クラブ・アメリカ         |
| チーフスカウト           | ジュニ・カラファト         | 2014年- |                          |
| ゼネラルディレクター     | ホセ・アンヘル・サンチェス | 2011年- |                          |

## 歴代会長

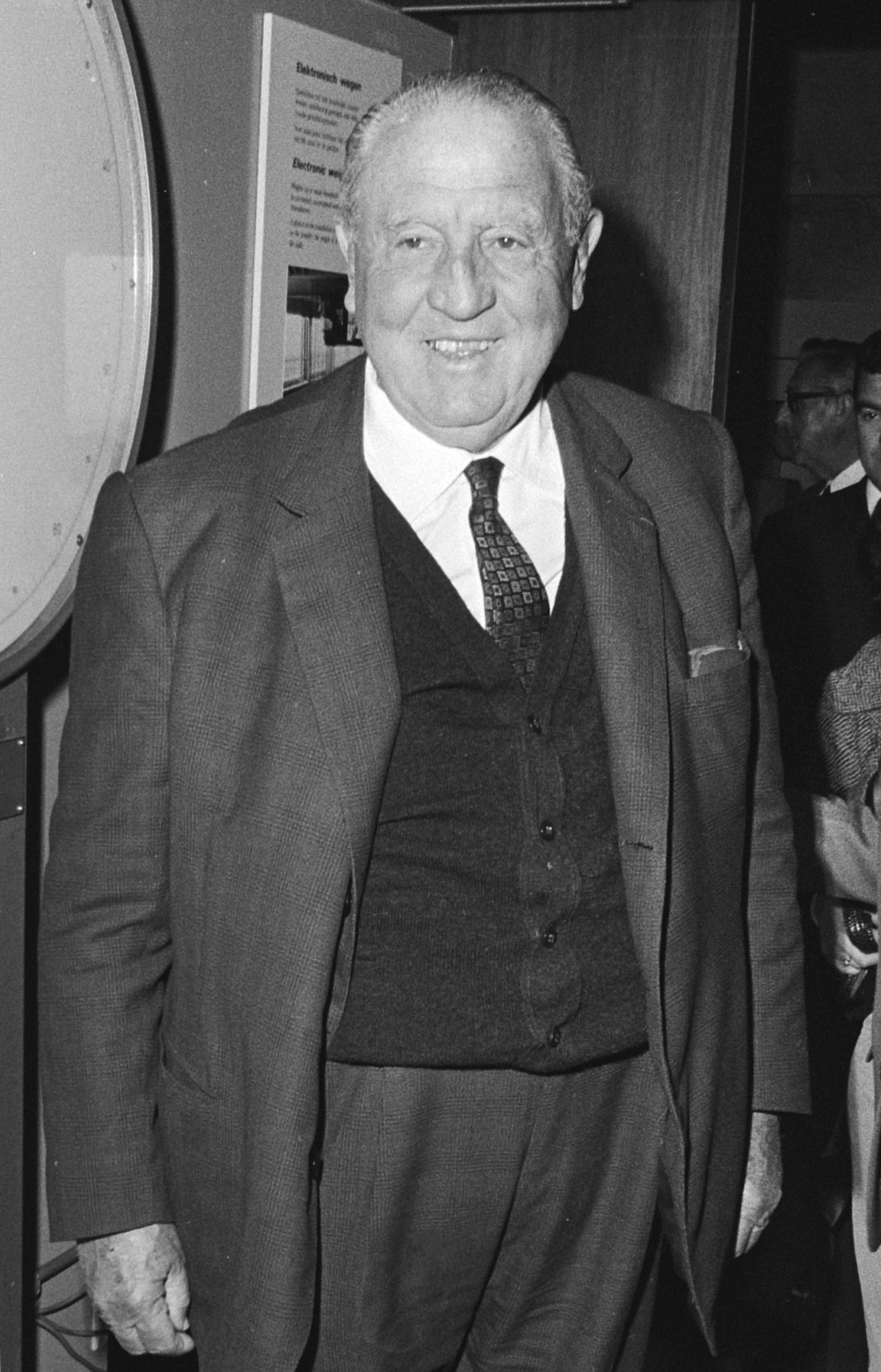
20世紀半ばに黄金期をもたらしたベルナベウの名前は、クラブのホームスタジアムに冠されている。

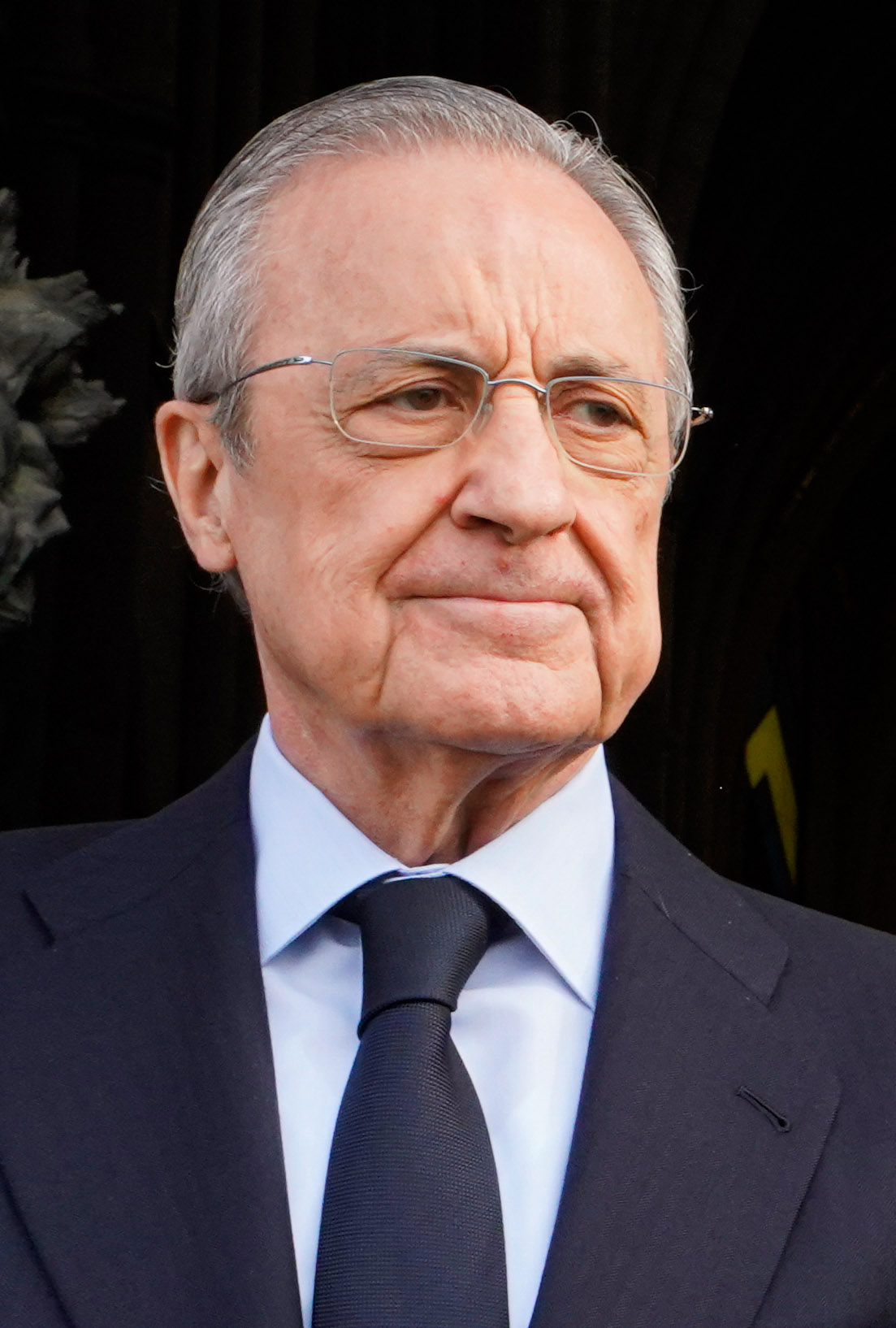
ペレスは歴代2位の在任期間の中でクラブの近代化を推進した。

| 氏名                                 | 国籍     | 期間      |
| ------------------------------------ | -------- | --------- |
| フリアン・パラシオス                 | スペイン | 1900-1902 |
| フアン・パドロス                     | スペイン | 1902-1904 |
| カルロス・マドロス                   | スペイン | 1904-1908 |
| アドルフォ・メレンデス               | スペイン | 1908-1916 |
| ペドロ・パラヘス                     | スペイン | 1916-1926 |
| ルイス・デ・ウルキホ                 | スペイン | 1926-1930 |
| ルイス・ウセラ                       | スペイン | 1930-1935 |
| ラファエル・サンチェス               | スペイン | 1935-1936 |
| アドルフォ・メレンデス               | スペイン | 1936-1940 |
| アントニオ・サントス                 | スペイン | 1940-1943 |
| サンティアゴ・ベルナベウ             | スペイン | 1943-1978 |
| ルイス・デ・カルロス                 | スペイン | 1978-1985 |
| ラモン・メンドーサ                   | スペイン | 1985-1995 |
| ロレンソ・サンス                     | スペイン | 1995-2000 |
| フロレンティーノ・ペレス             | スペイン | 2000-2006 |
| フェルナンド・マルティン・アルバレス | スペイン | 2006      |
| ルイス・ゴメス・モンテハーノ         | スペイン | 2006      |
| ラモン・カルデロン                   | スペイン | 2006-2009 |
| ビセンテ・ボルダ                     | スペイン | 2009      |
| フロレンティーノ・ペレス             | スペイン | 2009-     |

### 名誉会長

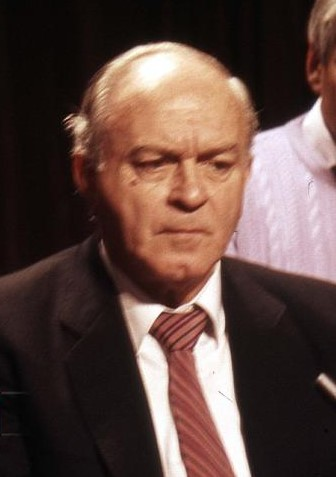
初代名誉会長のディ・ステファノ。

| 氏名                           | 国籍                  | 期間      |
| ------------------------------ | --------------------- | --------- |
| アルフレッド・ディ・ステファノ | アルゼンチン スペイン | 2000-2014 |
| フランシスコ・ヘント           | スペイン              | 2016-2022 |
| アマンシオ・アマロ             | スペイン              | 2022-2023 |
| ピッリ                         | スペイン              | 2023-     |

## 歴代所属選手

### 背番号別ベストプレーヤー
- 2020年3月27日、マルカによって背番号1から23までのレアル・マドリード史上の背番号別ベストプレーヤーが発表された[81]。

注：選手の国籍表記はFIFAの定めた代表資格ルールに基づく。
| No. | Pos. |              | 選手名                         |
| --- | ---- | ------------ | ------------------------------ |
| 1   | GK   | スペイン     | イケル・カシージャス           |
| 2   | DF   | スペイン     | チェンド                       |
| 3   | DF   | ブラジル     | ロベルト・カルロス             |
| 4   | DF   | スペイン     | セルヒオ・ラモス               |
| 5   | MF   | フランス     | ジネディーヌ・ジダン           |
| 6   | MF   | アルゼンチン | フェルナンド・レドンド         |
| 7   | FW   | ポルトガル   | クリスティアーノ・ロナウド     |
| 8   | MF   | スペイン     | ミチェル                       |
| 9   | FW   | アルゼンチン | アルフレッド・ディ・ステファノ |
| 10  | FW   | ハンガリー   | フェレンツ・プスカシュ         |
| 11  | FW   | スペイン     | フランシスコ・ヘント           |
| 12  | DF   | ブラジル     | マルセロ                       |

| No. | Pos. |              | 選手名                     |
| --- | ---- | ------------ | -------------------------- |
| 13  | GK   | スペイン     | サンティアゴ・カニサレス   |
| 14  | MF   | スペイン     | グティ                     |
| 15  | FW   | スペイン     | フェルナンド・モリエンテス |
| 16  | FW   | スペイン     | アルフォンソ・ペレス       |
| 17  | FW   | スペイン     | ラウル・ゴンサレス         |
| 18  | DF   | スペイン     | ラファエル・アルコルタ     |
| 19  | MF   | クロアチア   | ルカ・モドリッチ           |
| 20  | FW   | アルゼンチン | ゴンサロ・イグアイン       |
| 21  | MF   | アルゼンチン | サンティアゴ・ソラーリ     |
| 22  | MF   | スペイン     | イスコ                     |
| 23  | MF   | イングランド | デビッド・ベッカム         |

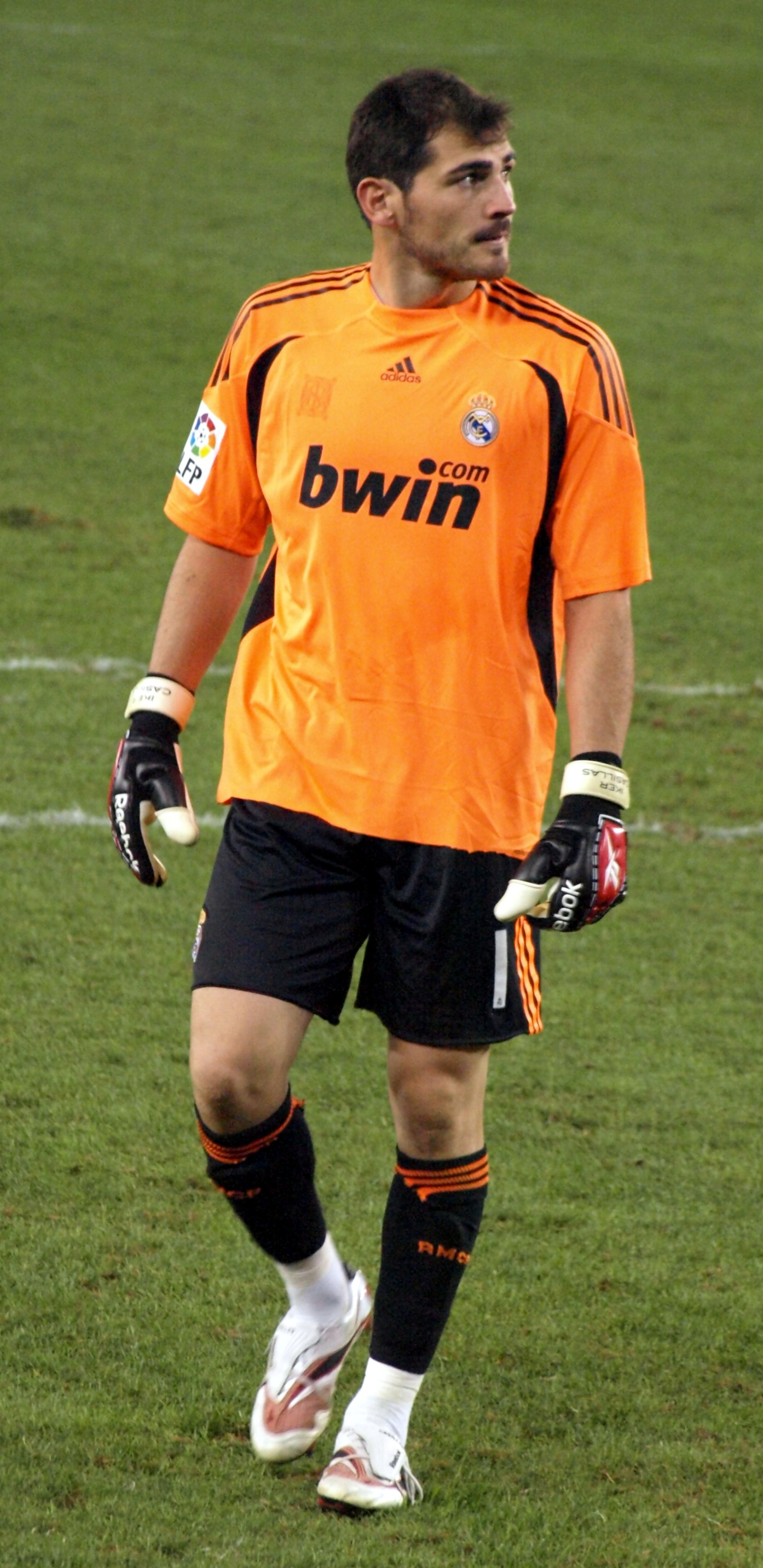
イケル・カシージャス#1
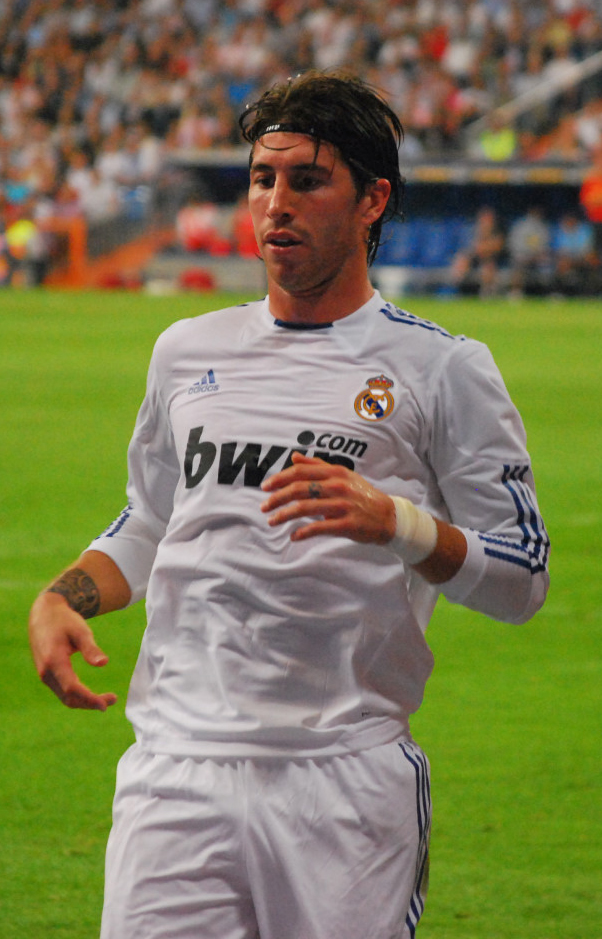
セルヒオ・ラモス#4
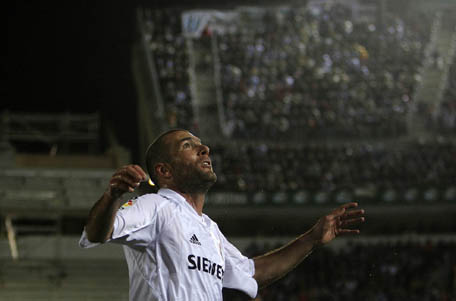
ジネディーヌ・ジダン#5
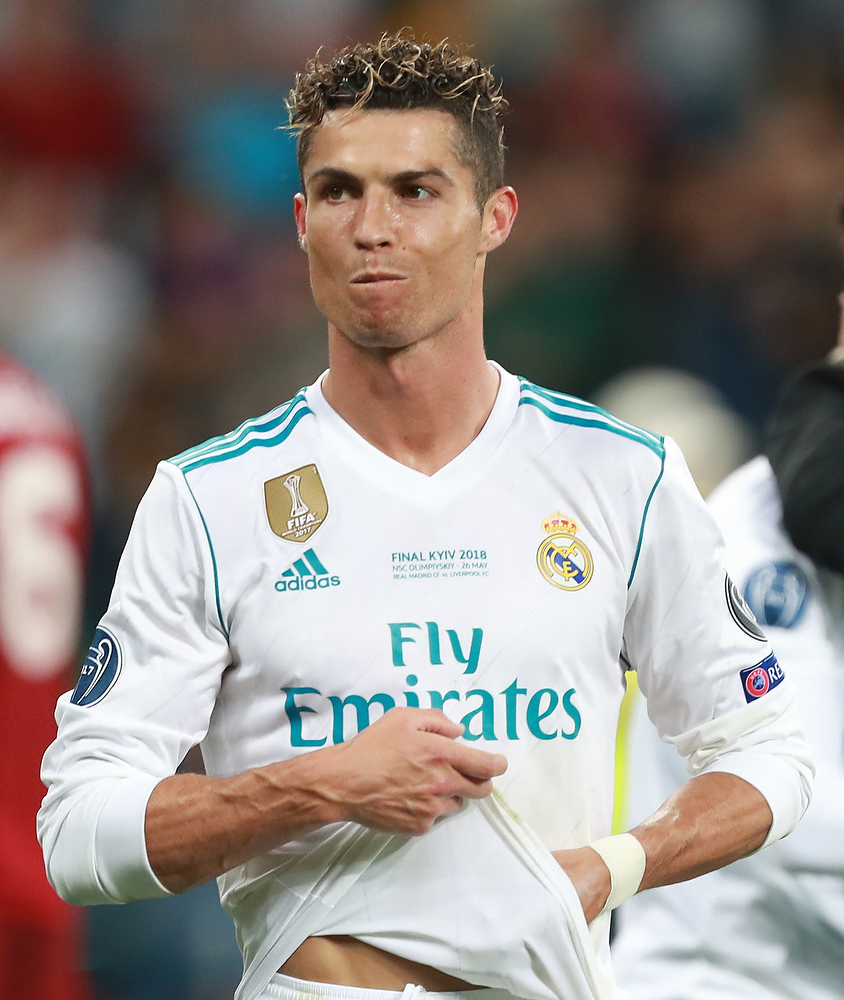
クリスティアーノ・ロナウド#7
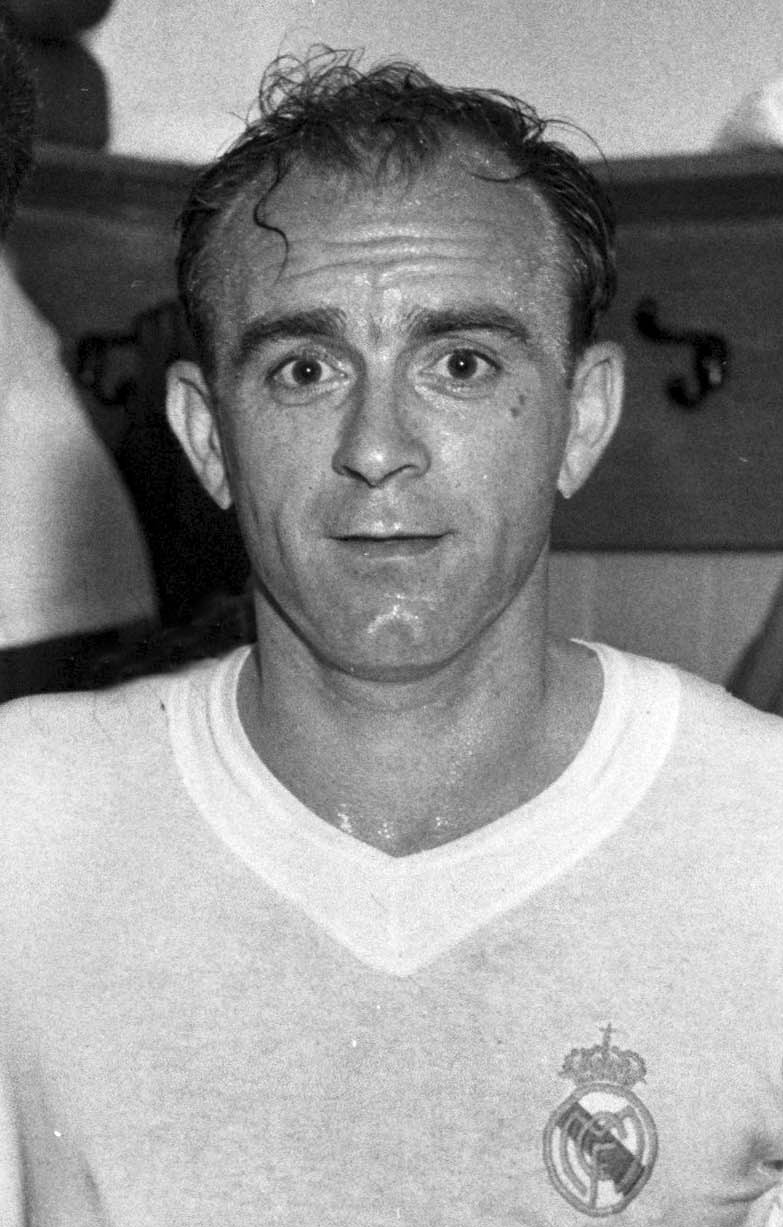
アルフレッド・ディ・ステファノ#9
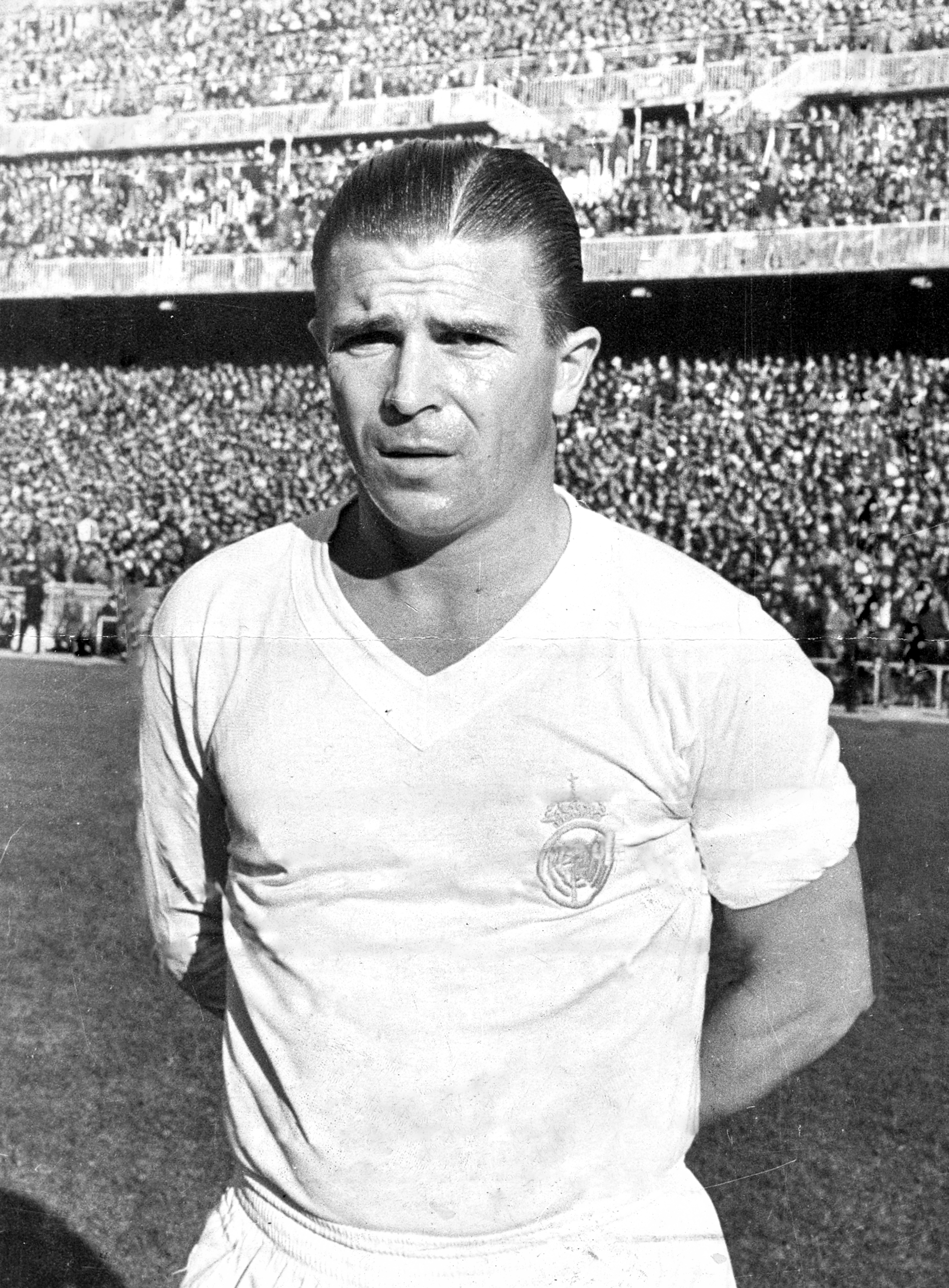
フェレンツ・プスカシュ#10
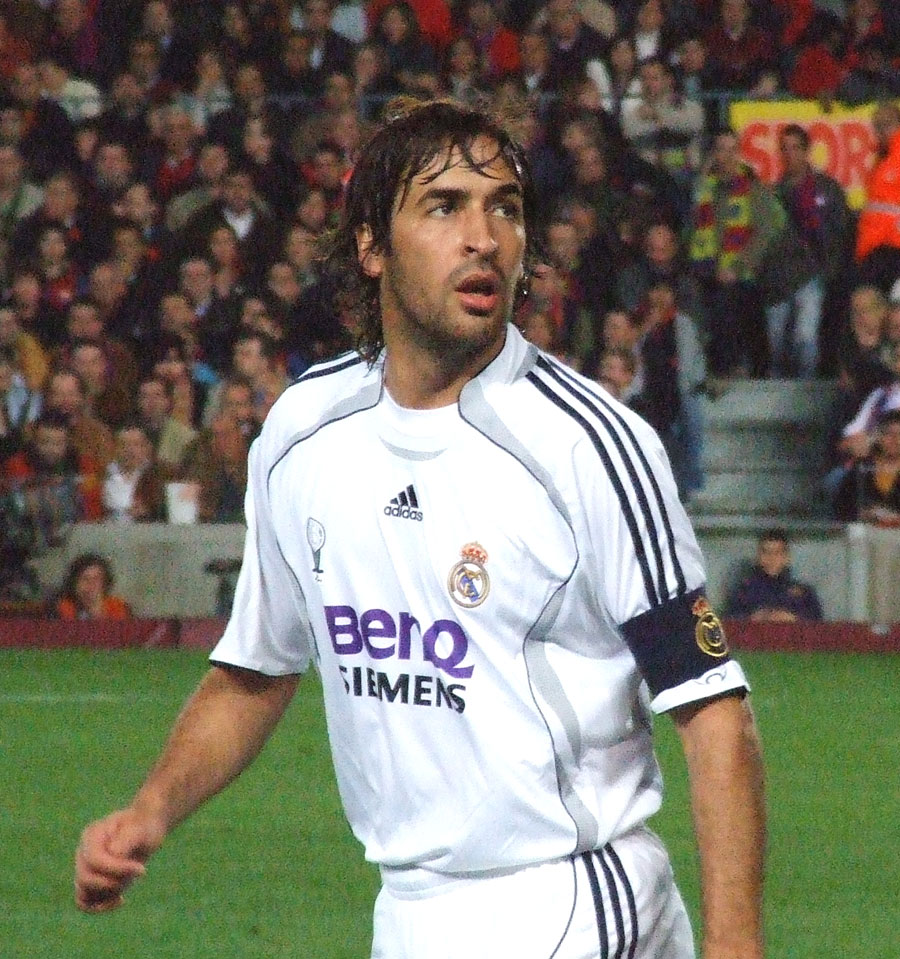
ラウル・ゴンサレス#17
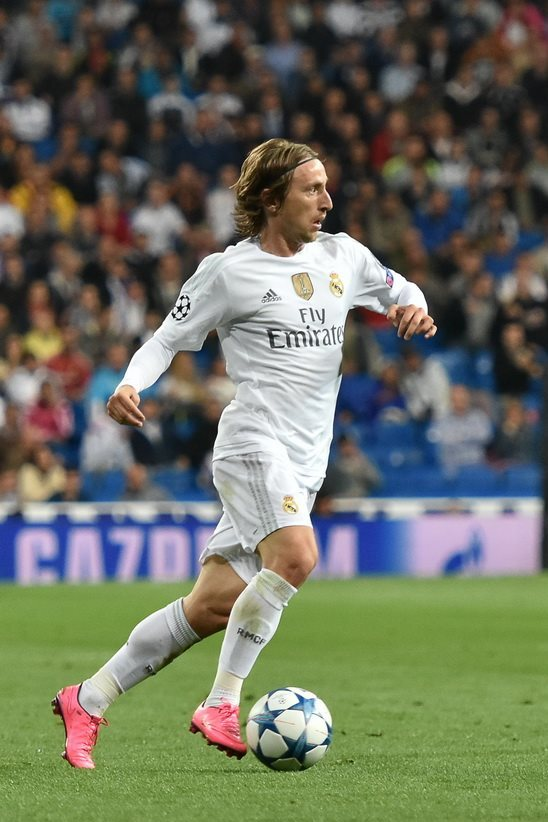
ルカ・モドリッチ#19

## クラブ記録

### 出場試合数
| 順位 | ポジション | 選手名                       | 所属期間  | 試合数 |
| ---- | ---------- | ---------------------------- | --------- | ------ |
| 1    | FW         | ラウル・ゴンサレス           | 1994-2010 | 741    |
| 2    | GK         | イケル・カシージャス         | 1999-2015 | 725    |
| 3    | DF         | マノーロ・サンチス           | 1983-2001 | 710    |
| 4    | DF         | セルヒオ・ラモス             | 2004-2021 | 671    |
| 5    | FW         | カリム・ベンゼマ             | 2009-2023 | 648    |
| 6    | FW         | サンティリャーナ             | 1971-1988 | 645    |
| 7    | FW         | フランシスコ・ヘント         | 1953-1971 | 601    |
| 7    | DF         | フェルナンド・イエロ         | 1989-2003 | 601    |
| 9    | MF         | ルカ・モドリッチ             | 2012-2025 | 597    |
| 10   | DF         | ホセ・アントニオ・カマーチョ | 1973-1989 | 577    |

### 総得点数
| 順位 | ポジション | 選手名                         | 所属期間  | 得点数 |
| ---- | ---------- | ------------------------------ | --------- | ------ |
| 1    | FW         | クリスティアーノ・ロナウド     | 2009-2018 | 451    |
| 2    | FW         | カリム・ベンゼマ               | 2009-2023 | 354    |
| 3    | FW         | ラウル・ゴンサレス             | 1994-2010 | 323    |
| 4    | FW         | アルフレッド・ディ・ステファノ | 1953-1964 | 308    |
| 5    | FW         | サンティリャーナ               | 1971-1988 | 290    |
| 6    | FW         | フェレンツ・プスカシュ         | 1958-1966 | 242    |
| 7    | FW         | ウーゴ・サンチェス             | 1985-1992 | 208    |
| 8    | FW         | フランシスコ・ヘント           | 1953-1971 | 182    |
| 9    | MF         | ピッリ                         | 1964-1980 | 172    |
| 10   | FW         | エミリオ・ブトラゲーニョ       | 1983-1995 | 171    |

### 移籍金
| 順位 | 加入                       | 加入                           | 加入             | 順位 | 放出                       | 放出                           | 放出             |
| 順位 | 選手名                     | 移籍元クラブ                   | 移籍金（€）      | 順位 | 選手名                     | 移籍先クラブ                   | 移籍金（€）      |
| ---- | -------------------------- | ------------------------------ | ---------------- | ---- | -------------------------- | ------------------------------ | ---------------- |
| 1    | エデン・アザール           | チェルシーFC                   | 1億1,500万ユーロ | 1    | クリスティアーノ・ロナウド | ユヴェントスFC                 | 1億1,700万ユーロ |
| 2    | ジュード・ベリンガム       | ボルシア・ドルトムント         | 1億300万ユーロ   | 2    | アンヘル・ディ・マリア     | マンチェスター・ユナイテッドFC | 7,500万ユーロ    |
| 3    | ガレス・ベイル             | トッテナム・ホットスパーFC     | 1億100万ユーロ   | 3    | カゼミーロ                 | マンチェスター・ユナイテッドFC | 7,200万ユーロ    |
| 4    | クリスティアーノ・ロナウド | マンチェスター・ユナイテッドFC | 9,400万ユーロ    | 4    | アルバロ・モラタ           | チェルシーFC                   | 6,600万ユーロ    |
| 5    | オーレリアン・チュアメニ   | ASモナコ                       | 8,000万ユーロ    | 5    | メスト・エジル             | アーセナルFC                   | 4,700万ユーロ    |
| 6    | ジネディーヌ・ジダン       | ユヴェントスFC                 | 7,750万ユーロ    | 6    | マテオ・コヴァチッチ       | チェルシーFC                   | 4,500万ユーロ    |
| 7    | ハメス・ロドリゲス         | ASモナコ                       | 7,500万ユーロ    | 7    | アクラフ・ハキミ           | インテル・ミラノ               | 4,300万ユーロ    |
| 8    | カカ                       | ACミラン                       | 6,700万ユーロ    | 7    | ロビーニョ                 | マンチェスター・シティFC       | 4,300万ユーロ    |
| 9    | ルカ・ヨヴィッチ           | アイントラハト・フランクフルト | 6,300万ユーロ    | 9    | ラファエル・ヴァラン       | マンチェスター・ユナイテッドFC | 4,000万ユーロ    |
| 10   | ルイス・フィーゴ           | FCバルセロナ                   | 6,000万ユーロ    | 10   | ゴンサロ・イグアイン       | SSCナポリ                      | 3,900万ユーロ    |

### 各種クラブ記録
- 最多得点差勝利 11-1　1942-43 コパ・デル・レイ、FCバルセロナ戦
- 最多得点差敗北 1-8　1929-30 リーガ・エスパニョーラ、RCDエスパニョール戦
- リーグ最多勝利 32試合/38試合 2011-2012
- リーグ最少勝利 7試合/18試合 1929-30
- リーグ最多得点 121得点 2011-12
- リーグ最少得点 24得点 1930-31
- リーグ最多失点 71失点 1950-51
- リーグ最少失点 15失点 1931-32
- リーグ最多勝ち点 100ポイント[注 9] 2011-12
- リーグ最少勝ち点 17ポイント[注 10] 1929-30
- 公式戦連勝記録 22試合 2014-15
- 公式戦無敗記録 40試合 (スペイン記録) 2015-16〜16-17
- 公式戦連続得点記録 74試合 (欧州記録) 2015-16〜17-18
- リーグアウェー戦連勝記録13試合 (スペイン記録) 2016-17～2017-18
- UEFAカップ連続優勝記録5連覇 (欧州記録) 1955-56～1959-60
- チャンピオンズリーグ連続優勝記録3連覇 (欧州記録) 2015-16～2017-18
- チャンピオンズリーグ(UEFAカップ時代含む)最多優勝記録15回 (欧州記録) 1956.1957.1958.1959.1960.1966.1998.2000.2002.2014.2016.2017.2018.2022.2024

### 各種個人記録
- 1シーズン最多得点者 61得点  クリスティアーノ・ロナウド 2014-15
- 1試合最多得点者 6得点  フェレンツ・プスカシュ 1961年6月18日 ほか
- 最年少出場者 16歳157日  マルティン・ウーデゴール 2015年5月23日
- 最年少得点者 17歳117日  アルベルト・リベラ 1995年6月10日
- 最年長出場者 39歳303日  ルカ・モドリッチ 2025年7月9日
- 最年長得点者 39歳167日  ルカ・モドリッチ 2025年2月23日
- 最速得点者 14秒  ロナウド 2003年12月3日
- 最速ハットトリック 8分  ペピーリョ 1960年4月10日、 クリスティアーノ・ロナウド　2015年4月5日
- 最多アシスト数 163回 カリム・ベンゼマ 2009-2023[84]

### 個人タイトル
バロンドール
- アルフレッド・ディ・ステファノ - 1957, 1959
- レイモン・コパ - 1958
- ルイス・フィーゴ - 2000
- ロナウド - 2002
- ファビオ・カンナヴァーロ - 2006
- クリスティアーノ・ロナウド - 2013, 2014, 2016, 2017
- ルカ・モドリッチ - 2018
- カリム・ベンゼマ - 2022

オンズドール
- ジネディーヌ・ジダン - 2001
- ロナウド - 2002
- クリスティアーノ・ロナウド - 2017
- カリム・ベンゼマ - 2021, 2022

FIFA年間最優秀選手賞
- ルイス・フィーゴ - 2001
- ロナウド - 2002
- ジネディーヌ・ジダン - 2003
- ファビオ・カンナヴァーロ - 2006
- クリスティアーノ・ロナウド - 2016, 2017
- ルカ・モドリッチ - 2018

UEFA欧州最優秀選手賞
- フェルナンド・レドンド - 2000
- ジネディーヌ・ジダン - 2002
- クリスティアーノ・ロナウド - 2014, 2016, 2017
- ルカ・モドリッチ - 2018
- カリム・ベンゼマ - 2022

ピチーチ賞
- マヌエル・オリバレス - 1932-33
- パイーニョ - 1951-52
- アルフレッド・ディ・ステファノ - 1953-54, 1955-56, 1956-57, 1957-58, 1958-59
- フェレンツ・プスカシュ - 1959-60, 1960-61, 1962-63, 1963-64
- アマンシオ・アマロ - 1968-69, 1969-70
- フアニート - 1983-84
- ウーゴ・サンチェス - 1985-86, 1986-87, 1987-88, 1989-90
- エミリオ・ブトラゲーニョ - 1990-91
- イバン・サモラーノ - 1994-95
- ラウル・ゴンサレス - 1998-99, 2000-01
- ロナウド - 2003-04
- ルート・ファン・ニステルローイ - 2006-07
- クリスティアーノ・ロナウド - 2010-11, 2013-14, 2014-15
- カリム・ベンゼマ - 2021-22
- キリアン・エムバペ - 2024-25

UEFAチャンピオンズリーグ得点王
- アルフレッド・ディ・ステファノ - 1957-58
- フェレンツ・プスカシュ - 1959-60, 1963-64
- ラウル・ゴンサレス - 1999-00, 2000-01
- クリスティアーノ・ロナウド - 2012-13, 2013-14, 2014-15, 2015-16, 2016-17, 2017-18
- カリム・ベンゼマ - 2021-22

ヨーロッパ・ゴールデンシュー
- ウーゴ・サンチェス - 1990
- クリスティアーノ・ロナウド - 2011, 2014, 2015
- キリアン・エムバペ - 2025

サモラ賞

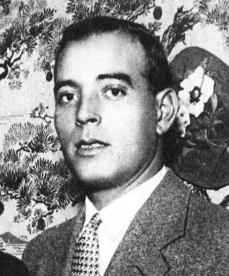
リーガ・エスパニョーラ年間最優秀ゴールキーパーの名称の由来となったサモラ。

- リカルド・サモラ - 1931-32, 1932-33
- ホセ・バニョン - 1945-46
- フアン・アロンソ - 1954-55
- ホセ・ビセンテ - 1960-61, 1962-63, 1963-64
- アントニオ・ベタンコルト - 1964-65, 1966-67
- アンドレス･サピコ･フンケラ - 1967-68
- ミゲル・アンヘル - 1975-76
- アグスティン・ロドリゲス - 1982-83
- フランシスコ・ブーヨ - 1987-88, 1991-92
- イケル・カシージャス - 2007-08
- ティボ・クルトゥワ - 2019-20

ヤシン・トロフィー
- ティボ・クルトゥワ - 2022

### 年間最優秀監督賞
- ビセンテ・デル・ボスケ - 2002 (UEFAクラブ・フットボール・アワード、IFFHS)
- ジョゼ・モウリーニョ - 2010 (FIFAバロンドール、UEFAチーム・オブ・ザ・イヤー、IFFHS), 2012 (IFFHS)
- カルロ・アンチェロッティ - 2014 (IFFHS), 2022 (オンズドール、UEFAクラブ・フットボール・アワード)
- ジネディーヌ・ジダン - 2017 (オンズドール、FIFA、WS、IFFHS), 2018（オンズドール、IFFHS）, 2020（マルカ、レキップ）, 2021 (オンズドール)

## ユニフォーム

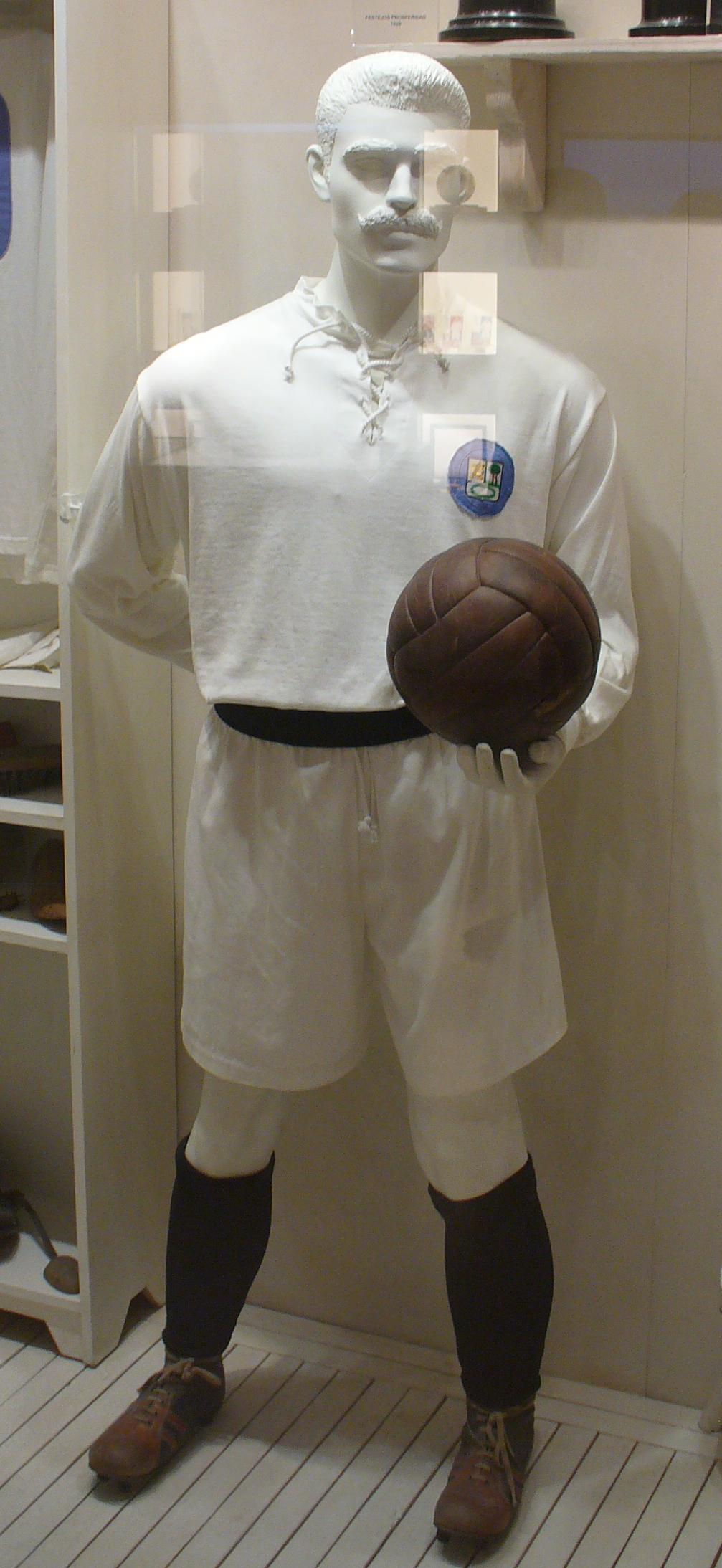
創設当時のユニフォーム

チームカラーは白、青。2013年からドバイを本拠地とする航空会社のエミレーツ航空が胸スポンサーとなっている。メーカーはアディダス。
白いユニフォームは、コリンシアンFCをモデルにしている。スペインのクラブとして初めて背番号があるユニフォームを着用したクラブでもあり、1947年11月23日のアトレティコ・マドリード戦で背番号入りのユニフォームを導入した。
レアル・マドリードのセカンドユニフォームは青や紺、黒などの比較的落ち着いた色を使用することが伝統であった。しかし、2011-12シーズンのチャンピオンズリーグ用セカンドユニフォームには、上下とも赤という明るい色を38年ぶりに採用した。また、その翌シーズンにはユニフォームのサードカラーを緑とすることが決定。過去にレアル・マドリードが公式戦で緑のユニフォームを着用したことはなく、親善試合などを含めても1965-66シーズン前の南米遠征でベネズエラのカラカスにてCAリーベル・プレートとの試合で着用して以来およそ半世紀ぶりとなる。

### 背番号について
背番号7は特別な番号とされており、レイモン・コパやアマンシオ・アマロ、フアニート、エミリオ・ブトラゲーニョなどそれぞれの時代のクラブを代表するアタッカーが背負ってきた。特に近年ではラウル・ゴンサレス、クリスティアーノ・ロナウドによってその価値はさらに高められた。また、背番号9もアルフレッド・ディ・ステファノやサンティリャーナ、ウーゴ・サンチェス、ロナウドといった名手に背負われてきた。
ほかにも、それぞれの時代でキャプテンを務め、守備の要でもあったフェルナンド・イエロ、セルヒオ・ラモスが背負った背番号4を引き継いだダヴィド・アラバは「クラブにとってこの数字が持つ意味をわかっている。この番号をつけられるのは光栄なことで、僕のモチベーションになる。この番号は強さとリーダーシップを表しているし、この番号のために全力を尽くしたい」と語った。
一方、サッカー界でエースナンバーとされている背番号10も例に漏れずフェレンツ・プスカシュ、ミカエル・ラウドルップ、クラレンス・セードルフ、ルイス・フィーゴらが着用したが、フィーゴからルカ・モドリッチが着用するまでの間は着用した選手が成功を収められなかったことから呪われた番号とされていた。

### メーカーと胸スポンサー
| 年度      | メーカー   | 胸スポンサー        |
| --------- | ---------- | ------------------- |
| 1980–1982 | adidas     | -                   |
| 1982–1985 | adidas     | Zanussi             |
| 1985–1989 | ヒュンメル | Parmalat            |
| 1989–1991 | ヒュンメル | Reny Picot          |
| 1991–1992 | ヒュンメル | Otaysa              |
| 1992–1994 | ヒュンメル | Teka                |
| 1994–1998 | KELME      | Teka                |
| 1998–2001 | adidas     | Teka                |
| 2001–2002 | adidas     | -                   |
| 2002–2005 | adidas     | Siemens mobile      |
| 2005–2006 | adidas     | Siemens             |
| 2006–2007 | adidas     | BenQ Siemens        |
| 2007–2013 | adidas     | bwin.com            |
| 2013–2019 | adidas     | Fly Emirates        |
| 2020-     | adidas     | Emirates FLY BETTER |

## エンブレム

エンブレムの変遷
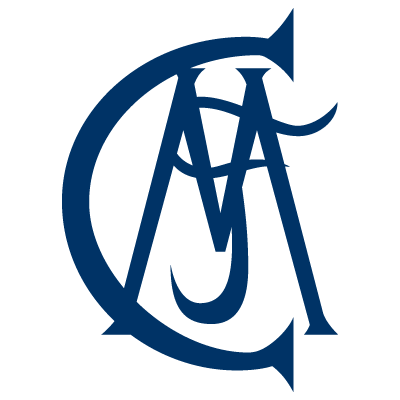
1902年
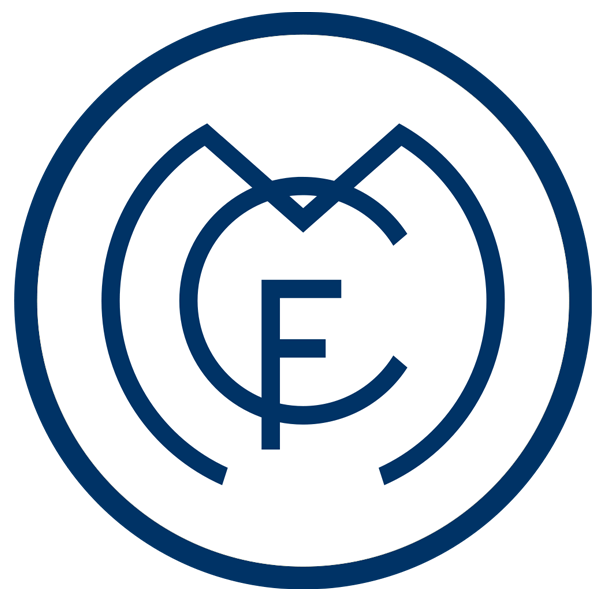
1908年
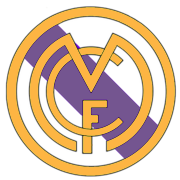
1931年

## その他

### 他クラブへの影響
イングランドの古豪リーズ・ユナイテッドのユニフォームもレアル・マドリードと同じく白であり、1960年代前半にドン・レヴィーが監督に就任したときに青と金のユニフォームから変更になった。これは、当時UEFAチャンピオンズカップ5連覇などを成し遂げたレアル・マドリードにあやかってチーム作りをしようとしたためだと言われている。
また、メジャーリーグサッカーに所属しているレアル・ソルトレイク（アメリカ合衆国）は、レアル・マドリードを意識して名付けられた。

### メディア
1999年2月14日からはレアル・マドリードTVが始まり、選手やスタッフのインタビューや過去のものを含む試合を放送している。2005年にはクラブ初の正式公認映画である レアル・ザ・ムービーが制作され、当時の所属選手も多数出演した。その他、GOAL!シリーズの主人公であるサンティアゴ・ムネスは、GOAL!2にてレアル・マドリードに移籍し、この作品にも当時の所属選手が出演した。
クラブ会員やファンクラブのメンバーには、Hala Madridというファンクラブ誌が毎月発行される。試合のレポートや下部組織の情報、インタビューなどを掲載している。
スペインで最も知られているスポーツ紙の一つであるMARCA、ASは共にマドリードに拠点を置いており、連日レアル・マドリードやライバルのアトレティコ・マドリードの情報が発信されている。

### ファン

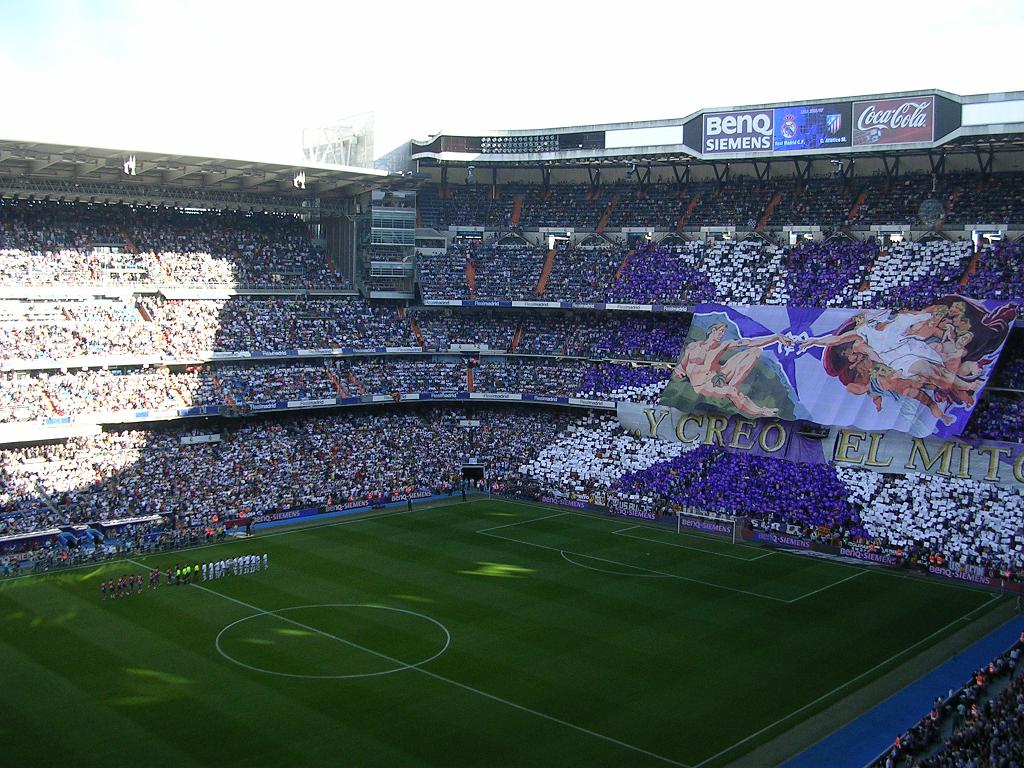
マドリードダービーでの応援風景

レアル・マドリードのファンはマドリディスタ（madridista）と呼ばれている。また、レアルマドリードには、「行け！マドリード」という意味で使われるアラ・マドリー「スペイン語“Hala Madrid”」や、1960年から1970年にかけて呼ばれていた「イェーイェーマドリード」と言ったファンから呼ばれる名前も存在する。2000年にフロレンティーノ・ペレスが会長に就任したときに、スペインサッカーの実体を理解するためにスペイン各地でスペイン人2000人に応援しているクラブを尋ねたところ、29.2パーセントがレアル・マドリードのファンであると答え、2007年の社会意識調査では国内の32.8パーセントがレアル・マドリードのファンであることが明らかになった。歴史的な軋轢があるカタルーニャ州においても、本拠地を置くFCバルセロナに次ぐファン数を誇っている。
同じくマドリードを本拠地とするアトレティコ・マドリードは主に労働者階級の支持を受けているのに対し、レアル・マドリードは富裕層の支持を受けているのが特徴である。現地サポーターはレアル・マドリードがタイトルを獲得した際、シベーレス広場にある噴水に集まり祝福する。
攻撃的なサッカーを好む傾向にあり、1996-97シーズンと2006-07シーズンに監督を務めたファビオ・カペッロは、そのいずれもリーガ・エスパニョーラ優勝を達成したものの、あまりに守備的すぎるという理由からシーズン終了後に解任されている。1989-90シーズンにレアル・マドリードを率いて、最多得点記録を更新してのリーグ優勝を果たしたジョン・トシャックや、2010-11シーズンから2012-13シーズンまで指揮し2011-12シーズンは史上最多勝ち点と史上最多得点を記録して優勝したジョゼ・モウリーニョも守りすぎだと批判された。なお、2005年11月20日のエル・クラシコ、2008年11月5日のUEFAチャンピオンズリーググループステージにおけるユヴェントスFC戦などでは、ホームゲームにおいて対戦相手の選手にスタンディングオベーションを送っている。
マドリディスタは世界で一番、選手に厳しいとされており、クラブの象徴的選手だったイケル・カシージャスやバロンドーラーでもあるクリスティアーノ・ロナウドに対しても不甲斐ないプレーをすれば本拠地でもあるベルナベウでの試合中にブーイングしていた。
レアル・マドリードの下部組織に所属していたビセンテ・デル・ボスケやフリオ・イグレシアスのほか、プラシド・ドミンゴ、ラファエル・ナダル、フェルナンド・アロンソ、セルヒオ・ガルシアらスペインの著名人がクラブの名誉会員に名を連ねている。

## テレビ番組
- 日経スペシャル ガイアの夜明け サッカービジネス 陰の仕掛け人たち（2005年8月2日、テレビ東京）[110]。- レアル・マドリードが展開するグローバルビジネスを取材。

## 関連書籍
- 『バルサとレアル スペイン・サッカー物語』（著者:フィル・ボール、訳者:近藤隆文）（2002年3月12日、日本放送出版協会）ISBN 978-4140806739
- 『レアル・マドリー ディ・ステファノからベッカムまで』』（著者:フィル・ボール、訳者:野間けい子）（20024年1月31日、ネコ・パブリッシング）ISBN 978-4777050369
- 『白の軍団 ベッカムとレアル・マドリードの真実』（著者:ジョン・カーリン、訳者:有沢善樹）（2005年12月27日、ランダムハウス講談社）ISBN 9784270000922
- 『レアル・マドリードvsFCバルセロナ 因縁の100年史』（著者:アルフレッド・レラーニョ、訳者:上野伸久 田岡悠一、監修:吉崎エイジーニョ）（2012年12月27日、ソフトバンククリエイティブ）ISBN 9784797370256
- 『レアルマドリード モウリーニョの戦術分析 オフェンス編』（著者:アタナシアス・テルジス、監訳:小澤一郎）（2013年10月25日、スタジオタッククリエイティブ）ISBN 9784883936335
- 『レアルマドリード モウリーニョの戦術分析 ディフェンス編』（著者:アタナシアス・テルジス、監訳:小澤一郎）（2013年10月25日、スタジオタッククリエイティブ）ISBN 9784883936342
- 『DVDでマスター！レアル・マドリード スター軍団のテクニック』（著者:学研プラス）（2016年11月1日、学研プラス）ISBN 9784056111552 - 付属品～DVD、ポスター付
- 『レアル・マドリード 専属バス運転手が語る知られざる素顔』（著者:フェルナンド・マンゾ ホセ・ルイス・カルデロン、訳者:タカ大丸）（2017年8月1日、実業之日本社）ISBN 9784408337241
- 『THE REAL MADRID WAY レアル・マドリードの流儀』（著者:スティーヴン・G・マンディス、訳者:喜田直子、監修:酒井浩之）（2018年5月17日、東邦出版）ISBN 9784809415852
- 『おもしろサッカー世界図鑑 スペイン編 レアル・マドリードとバルセロナはなぜライバルなのか』（著者:スクワッド）（2020年2月28日、スクワッド）ISBN 9784908324468